# Liste der IATA-Airline-Codes
Die IATA-Codes für Fluggesellschaften, auch bekannt als Zwei-Buchstaben-Codes (englisch two-letter codes), werden von der International Air Transport Association (IATA) aufgrund der Resolution 762 vergeben und bestehen aus einer Kombination von zwei Buchstaben und/oder Ziffern. Sie werden vor allem – aber nicht nur – bei der Ausgabe von Flugscheinen (engl. ticketing) und in Fluggastinformationssystemen verwendet und bilden die ersten zwei Stellen einer Flugnummer (zum Beispiel FR 439).
Aufgrund der relativ geringen Anzahl möglicher Kombinationen (26 Buchstaben + 10 Ziffern; 36 × 36 = 1296) wurden viele Codes im Laufe der Geschichte mehrmals vergeben. Ebenso können identische Codes auch gleichzeitig von zwei verschiedenen Unternehmen genutzt werden, jedoch nur wenn die betreffenden Fluggesellschaften verschiedene Operationsgebiete haben. So nutzten beispielsweise die US-amerikanische Regionalfluggesellschaft Skyway Airlines und die belarussische Frachtgesellschaft Trans Avia Export gleichzeitig den Code AL.
Bei älteren Fluggesellschaften kommt es häufig zu Verwechslungen zwischen dem IATA-Code und dem ICAO-Code. Weil beide Institutionen bis 1982 identische Codes nutzten und diese ausschließlich zweistellig waren, gab es die Begriffe IATA-Code und ICAO-Code damals noch nicht. Man sprach allgemein von two-letter airline designators. Allein anhand des Codes einer Fluggesellschaft war es somit unmöglich, Rückschlüsse zu ziehen, ob sie Mitglied im Linienflugdachverband IATA war. Beim IATA-Eintritt einer Fluggesellschaft wurde ihr vorhandener zweistelliger ICAO-Code unverändert als IATA-Code mitgenutzt. So verwendete die Linienfluggesellschaft Lufthansa ihr Kürzel LH in den 1970er-Jahren in doppelter Funktion als ICAO- und IATA-Code. Zu dieser Zeit waren Frachtfluggesellschaften und Charterfluggesellschaften, wie beispielsweise Germanair oder Hapag-Lloyd Flug, keine IATA-Mitglieder, so dass ihr jeweiliger two-letter airline designator ausschließlich als ICAO-Code diente. Im Jahr 1982 führte die ICAO versuchsweise dreistellige Codes ein, die aber erst nach einer fünfjährigen Übergangsphase am 1. November 1987 zu ihrem neuen offiziellen Standardsystem wurden. Gleichzeitig erweiterte die IATA das weiterhin von ihr genutzte zweistellige Codesystem, indem sie zusätzlich aus einem Buchstaben und einer Ziffer bestehende Codekombinationen einführte.
Die hier aufgeführte Liste enthält sowohl aktuelle als auch nicht mehr genutzte IATA-Codes sowie two-letter airline designators ehemaliger IATA-Mitglieder. Eine Gesellschaft ist doppelt angegeben, wenn sie denselben Code unter unterschiedlichen Namen genutzt hat (wie Atlantic Coast Airlines und Independence Air). Viele IATA-Codes sind an Unternehmen vergeben, die keine Fluggesellschaften sind. Hierzu zählen beispielsweise Anbieter von Reservierungssystemen, Bahngesellschaften oder Fernbusunternehmen.
Die Liste enthält aktuell (Stand 26. Februar 2022) 1987 Einträge, wovon 987 nicht mehr aktuell und deshalb grau hinterlegt sind. Die Differenz von 1000 betreffen aktuelle Codes. Von diesen 1000 Codes gibt es aufgrund von Doppelungen jedoch nur 918 unterschiedliche. Damit sind 70,8 % der 1296 möglichen Kombinationen vergeben. 378 Codes sind noch frei. Codes, die aus zwei Ziffern bestehen (100 Stück), werden und wurden (noch) nicht verwendet.

## Codes
| Code | Fluggesellschaft                                 | Land                                               | Bemerkung |
| ---- | ------------------------------------------------ | -------------------------------------------------- | --- |
| 0B   | Blue Air                                         | Rumänien                                           | Betrieb 2022 eingestellt |
| 0D   | Darwin Airline                                   | Schweiz                                            | Betrieb 2017 eingestellt |
| 0J   | JetClub                                          | Schweiz                                            | Betrieb 2011 eingestellt |
| 0J   | Premium Jet                                      | Schweiz                                            | |
| 1A   | Amadeus Global Travel Distribution               | Spanien                                            | keine Fluggesellschaft, Flugreservierungssystem |
| 1B   | Abacus International                             | Singapur                                           | |
| 1C   | Hewlett-Packard GmbH                             | Schweiz                                            | Code nicht mehr genutzt |
| 1D   | Radixx Solutions International                   | USA                                                | |
| 1E   | Travelsky Technology                             | China                                              | |
| 1F   | INFINI Travel Information                        | Japan                                              | |
| 1G   | Galileo International (Galileo Host)             | USA                                                | |
| 1H   | JSC Sirena-Travel                                | Russland                                           | |
| 1I   | Netjets                                          | USA                                                | |
| 1I   | Deutsche Rettungsflugwacht                       | Deutschland                                        | |
| 1I   | Novair                                           | Schweden                                           | neuer Code: N9 |
| 1I   | Sky Trek International Airlines                  | USA                                                | Betrieb 2000 eingestellt |
| 1I   | Sierra Nevada Airlines                           | USA                                                | |
| 1J   | Axess international                              | Japan                                              | |
| 1K   | Sutra                                            | Indonesien                                         | Betrieb 2003 eingestellt |
| 1K   | Southern Cross Distribution                      | Australien                                         | |
| 1L   | OpenSkies                                        | Vereinigtes Königreich                             | neuer Code: EC |
| 1M   | Online Reservation System Ltd.                   | Russland                                           | |
| 1N   | Navitaire                                        | USA                                                | |
| 1P   | WorldSpan                                        | USA                                                | |
| 1Q   | InteliSys Aviation Systems                       | Kanada                                             | |
| 1R   | Hainan Phoenix Information Systems               | China                                              | |
| 1S   | Sabre                                            | USA                                                | |
| 1T   | 1time                                            | Südafrika                                          | Betrieb 2012 eingestellt |
| 1T   | PT Aerosystems Indonesia                         | Indonesien                                         | |
| 1U   | ITA Software                                     | USA                                                | |
| 1V   | Galileo International (Apollo Host)              | USA                                                | |
| 1Y   | Electronic Data Systems                          | USA                                                | |
| 1Z   | Sabre Pacific                                    | Australien                                         | |
| 2A   | Deutsche Bahn                                    | Deutschland                                        | Eisenbahngesellschaft, siehe Rail&Fly |
| 2B   | Aerocondor                                       | Portugal                                           | Betrieb 2009 eingestellt |
| 2C   | SNCF                                             | Frankreich                                         | Eisenbahngesellschaft, Rail&Fly |
| 2D   | Dynamic Airways                                  | USA                                                | |
| 2E   | Smokey Bay Air                                   | USA                                                | |
| 2F   | Payam Air                                        | Iran                                               | |
| 2G   | Angara Airlines                                  | Russland                                           | |
| 2H   | Thalys                                           | Belgien                                            | Eisenbahngesellschaft, Rail&Fly |
| 2I   | Star Perú                                        | Peru                                               | |
| 2J   | Air Burkina                                      | Burkina Faso                                       | |
| 2K   | AeroGal                                          | Ecuador                                            | umfirmiert zu Avianca Ecuador |
| 2K   | Avianca Ecuador                                  | Ecuador                                            | |
| 2L   | Helvetic Airways                                 | Schweiz                                            | |
| 2L   | Transportes Aéreos Bolivianos                    | Bolivien                                           | |
| 2M   | Moldavian Airlines                               | Republik Moldau                                    | Betrieb 2014 eingestellt |
| 2N   | Nextjet                                          | Schweden                                           | |
| 2P   | Airphil Express                                  | Philippinen                                        | umfirmiert zu Air Philippines |
| 2P   | Air Philippines                                  | Philippinen                                        | im Markenauftritt PAL Express |
| 2Q   | Air Cargo Carriers                               | USA                                                | |
| 2R   | Star Airlines                                    | Frankreich                                         | 2006 umfirmiert zu XL Airways France, neuer Code: SE |
| 2S   | Island Express                                   | USA                                                | |
| 2T   | Canada 3000                                      | Kanada                                             | Betrieb 2001 eingestellt |
| 2U   | Atlasjet                                         | Türkei                                             | 2015 umfirmiert zu AtlasGlobal, neuer Code: KK |
| 2U   | Sun d’Or International Airlines                  | Israel                                             | |
| 2V   | Amtrak                                           | USA                                                | Eisenbahngesellschaft, Rail&Fly |
| 2W   | Welcome Air                                      | Österreich                                         | Code nicht mehr genutzt |
| 2Y   | Helenair Caribbean                               | St. Lucia                                          | Betrieb 2001 eingestellt |
| 2Y   | My Indo Airlines                                 | Indonesien                                         | |
| 2Z   | Air Plus Comet                                   | Spanien                                            | Betrieb 2009 eingestellt |
| 2Z   | Chang An Airlines                                | China                                              | neuer Code: 9H |
| 2Z   | VoePass Linhas Aéreas                            | Brasilien                                          | Betrieb 2025 eingestellt |
| 3A   | Alliance Airlines                                | USA                                                | |
| 3B   | Central Connect Airlines                         | Tschechien                                         | Betrieb 2014 eingestellt |
| 3C   | RegionsAir                                       | USA                                                | Betrieb 2007 eingestellt |
| 3D   | Denim Air                                        | Niederlande                                        | Code nicht mehr genutzt |
| 3D   | Dokasch Air Cargo Equipment                      | Deutschland                                        | |
| 3E   | Air Choice One                                   | USA                                                | |
| 3F   | Pacific Airways                                  | USA                                                | |
| 3G   | Atlant-Soyuz Airlines                            | Russland                                           | 2010 umfirmiert zu Moscow Airlines |
| 3G   | Moscow Airlines                                  | Russland                                           | Betrieb 2011 eingestellt |
| 3G   | Gading Sari                                      | Malaysia                                           | |
| 3H   | Air Inuit                                        | Kanada                                             | |
| 3J   | Jubba Airways (Kenia)                            | Kenia                                              | |
| 3K   | Jetstar Asia Airways                             | Singapur                                           | |
| 3K   | Tatonduk Flying Service                          | USA                                                | umfirmiert zu Everts Air |
| 3L   | Intersky                                         | Österreich                                         | Betrieb 2015 eingestellt |
| 3M   | Gulfstream International Airlines                | USA                                                | umfirmiert zu Silver Airways |
| 3M   | Silver Airways                                   | USA                                                | |
| 3N   | Air Urga                                         | Ukraine                                            | |
| 3O   | Air Arabia Maroc                                 | Marokko                                            | |
| 3P   | Tiara Air                                        | Aruba                                              | |
| 3Q   | China Yunnan Airlines                            | China                                              | in China Eastern Airlines integriert |
| 3R   | Avior Regional                                   | Venezuela                                          | |
| 3S   | Aerologic                                        | Deutschland                                        | Joint Venture von DHL und Lufthansa |
| 3S   | Air Antilles Express                             | Guadeloupe                                         | |
| 3T   | Tarco Airlines                                   | Sudan                                              | |
| 3T   | Turan Air                                        | Aserbaidschan                                      | Betrieb 2013 eingestellt |
| 3U   | Sichuan Airlines                                 | China                                              | |
| 3V   | TNT Airways                                      | Belgien                                            | |
| 3W   | Malawian Airlines                                | Malawi                                             | |
| 3W   | Wan Air                                          | Französisch-Polynesien                             | |
| 3X   | Japan Air Commuter                               | Japan                                              | neuer Code: JC |
| 3X   | Premier Trans Aire                               | USA                                                | |
| 3Z   | Everts Air                                       | USA                                                | neuer Code: 5V |
| 3Z   | Necon Air                                        | Nepal                                              | Betrieb 2006 eingestellt |
| 3Z   | Travel Service Polska                            | Polen                                              | |
| 4A   | Air Go Airlines                                  | Griechenland                                       | Betrieb 2011 eingestellt |
| 4A   | Air Kiribati                                     | Kiribati                                           | |
| 4B   | Boutique Air                                     | USA                                                | |
| 4B   | Perimeter Aviation                               | Kanada                                             | neuer Code: YP |
| 4C   | AIRES                                            | Kolumbien                                          | umfirmiert zu LAN Colombia |
| 4C   | LAN Colombia                                     | Kolumbien                                          | |
| 4D   | Air Sinai                                        | Ägypten                                            | |
| 4E   | Stabo Air                                        | Sambia                                             | |
| 4E   | Tanana Air Service                               | USA                                                | |
| 4G   | Advance Leasing Company                          | USA                                                | Code nicht mehr genutzt |
| 4G   | Gazpromavia                                      | Russland                                           | |
| 4G   | Shenzhen Airlines                                | China                                              | neuer Code: ZH |
| 4H   | Fly Linhas Aéreas                                | Brasilien                                          | Betrieb 2003 eingestellt |
| 4H   | United Airways                                   | Bangladesch                                        | 2006 bis 2017 |
| 4I   | İzmir Airlines                                   | Türkei                                             | |
| 4J   | Flydamas Airlines                                | Syrien                                             | |
| 4K   | Kenn Borek Air                                   | Kanada                                             | |
| 4L   | Air Astana                                       | Kasachstan                                         | neuer Code: KC |
| 4L   | Deltacraft                                       | Finnland                                           | Betrieb 2004 eingestellt |
| 4M   | LAN Argentina                                    | Argentinien                                        | Betrieb 2020 eingestellt |
| 4M   | MAG Mavi Gök Airlines                            | Türkei                                             | |
| 4N   | Air North                                        | Kanada                                             | |
| 4O   | Interjet                                         | Mexiko                                             | |
| 4P   | Air Polonia                                      | Polen                                              | Betrieb 2004 eingestellt |
| 4P   | Business Aviation                                | Demokratische Republik Kongo                       | Betrieb 2007 eingestellt |
| 4P   | Travel Air                                       | Papua-Neuguinea                                    | |
| 4P   | Viking Airlines                                  | Schweden                                           | Betrieb 2011 eingestellt |
| 4Q   | Air Italy Polska                                 | Polen                                              | 2011 umfirmiert zu Air Poland |
| 4Q   | Air Poland                                       | Polen                                              | Betrieb 2012 eingestellt |
| 4Q   | Safi Airways                                     | Afghanistan                                        | |
| 4R   | Orient Eagle Airways                             | Kasachstan                                         | Betrieb 2002 eingestellt |
| 4R   | Royal Flight Airlines                            | Russland                                           | neuer Code: RL |
| 4S   | Solar Cargo                                      | Venezuela                                          | |
| 4U   | Germanwings                                      | Deutschland                                        | Betrieb durch Eurowings fortgesetzt |
| 4U   | Tavaj Linhas Aereas                              | Brasilien                                          | |
| 4V   | Birdy Airlines                                   | Belgien                                            | 2004 aufgegangen in SN Brussels Airlines |
| 4V   | Voyageur Airways                                 | Kanada                                             | Code nicht mehr genutzt |
| 4W   | Allied Air                                       | Nigeria                                            | |
| 4W   | Warbelow’s Air Ventures                          | USA                                                | |
| 4X   | Avion Express Malta                              | Malta                                              | |
| 4Y   | Airbus Transport International                   | Frankreich                                         | teilt sich den IATA-Code mit Discover Airlines |
| 4Y   | Yute Air Alaska                                  | USA                                                | Betrieb 2017 eingestellt |
| 4Y   | Discover Airlines                                | Deutschland                                        | teilt sich den IATA-Code mit Airbus Transport International                                                                                                  |
| 4Z   | Airlink (Südafrika), Eswatini Airlink            | Südafrika, Eswatini                                | Eswatini Airlink ist eine teilweise Tochter von Airlink und nutzt zurzeit (Stand September 2020) Flugzeuge, Besatzungen, Verkehrsrechte und AOC von Airlink. |
| 5A   | Alpine Aviation                                  | USA                                                | |
| 5B   | Bassaka Air                                      | Kambodscha                                         | |
| 5B   | Trans International Express                      | USA                                                | Code nicht mehr genutzt |
| 5C   | Air Tahoma                                       | USA                                                | Betrieb 2009 eingestellt |
| 5C   | CAL Cargo Airlines                               | Israel                                             | |
| 5D   | Aerolitoral                                      | Mexiko                                             | |
| 5D   | DutchBird                                        | Niederlande                                        | Betriebseinstellung 2004 |
| 5E   | Base Airlines                                    | Niederlande                                        | Betriebseinstellung 2001 |
| 5E   | East Coast Flight Services                       | USA                                                | |
| 5F   | Fly One                                          | Moldawien                                          | |
| 5G   | Skyservice Airlines                              | Kanada                                             | Betrieb 2010 eingestellt |
| 5H   | Fly540                                           | Kenia                                              | |
| 5J   | Cebu Pacific                                     | Philippinen                                        | |
| 5K   | Hi Fly                                           | Portugal                                           | |
| 5K   | Odessa Airlines                                  | Ukraine                                            | Betrieb 2006 eingestellt |
| 5L   | AeroSur                                          | Bolivien                                           | Betrieb 2012 eingestellt |
| 5L   | Fly Salone                                       | Vereinigtes Königreich                             | Betrieb 2016 eingestellt |
| 5M   | Montserrat Airways                               | Montserrat                                         | |
| 5M   | Sibaviatrans                                     | Russland                                           | Betrieb 2008 eingestellt |
| 5N   | Nordavia                                         | Russland                                           | 2019 umfirmiert in Smartavia |
| 5N   | SmartAvia                                        | Russland                                           | |
| 5O   | Europe Airpost                                   | Frankreich                                         | |
| 5P   | Pena Transportes Aéreos                          | Brasilien                                          | Betrieb 2005 eingestellt |
| 5P   | Skyeurope Hungary                                | Ungarn                                             | Betrieb 2009 eingestellt |
| 5Q   | BQB Líneas Aéreas                                | Uruguay                                            | Betrieb 2015 eingestellt |
| 5Q   | Euroceltic Airways                               | Vereinigtes Königreich                             | Betrieb 2003 eingestellt |
| 5R   | IRS Aero                                         | Russland                                           | Betrieb 2002 eingestellt |
| 5R   | Karthago Airlines                                | Tunesien                                           | Betrieb 2011 eingestellt |
| 5R   | RUTACA Airlines                                  | Venezuela                                          | |
| 5S   | L'Aéropostale                                    | Frankreich                                         | Betrieb 2001 eingestellt |
| 5S   | Servicios Aéreos Profesionales                   | Dominikanische Republik                            | |
| 5T   | Canadian North                                   | Kanada                                             | |
| 5T   | Transwede Airways                                | Schweden                                           | Betrieb 2010 eingestellt |
| 5U   | Transportes Aéreos Guatemaltecos                 | Guatemala                                          | |
| 5V   | Everts Air                                       | USA                                                | |
| 5V   | Lviv Airlines                                    | Ukraine                                            | Betrieb 2009 eingestellt |
| 5W   | Astraeus Airlines                                | Vereinigtes Königreich                             | Betrieb 2011 eingestellt |
| 5W   | WESTbahn Management                              | Österreich                                         | Eisenbahngesellschaft |
| 5X   | UPS Airlines                                     | USA                                                | |
| 5Y   | Atlas Air                                        | USA                                                | |
| 5Y   | Isles of Scilly Skybus                           | Vereinigtes Königreich                             | Code wird nicht mehr verwendet |
| 5Z   | Airfreight Express                               | Vereinigtes Königreich                             | Betrieb 2002 eingestellt |
| 5Z   | CemAir                                           | Südafrika                                          | |
| 6A   | Armenia Airways                                  | Armenien                                           | geplante Betriebsaufnahme fand nicht statt |
| 6A   | Aviacsa                                          | Mexiko                                             | Betrieb 2009 eingestellt |
| 6B   | Blue Scandinavia                                 | Schweden                                           | 1998 umfirmiert zu Britannia Airways, AB |
| 6B   | Britannia Airways AB                             | Schweden                                           | 2005 umfirmiert zu Thomsonfly AB |
| 6B   | Thomsonfly AB                                    | Schweden                                           | 2006 umfirmiert zu TUIfly Nordic |
| 6B   | TUIfly Nordic                                    | Schweden                                           | |
| 6C   | Cape Smythe Air Service                          | USA                                                | |
| 6D   | Pelita Air Service                               | Indonesien                                         | Code nicht mehr genutzt |
| 6E   | IndiGo Airlines                                  | Indien                                             | |
| 6F   | Primera Air Nordic                               | Lettland                                           | |
| 6G   | Go2Sky                                           | Slowakei                                           | |
| 6G   | Sun Air Express                                  | USA                                                | |
| 6H   | Israir                                           | Israel                                             | |
| 6I   | Air Alsie                                        | Dänemark                                           | |
| 6J   | Jubba Airways (Somalia)                          | Kenia                                              | Code wird nicht mehr genutzt |
| 6J   | Solaseed Air                                     | Japan                                              | |
| 6K   | Asian Spirit                                     | Philippinen                                        | 2008 umfirmiert in Zest Airlines, später AirAsia Zest |
| 6K   | Inter Airlines                                   | Türkei                                             | Betrieb 2008 eingestellt |
| 6K   | Songbird Airways                                 | USA                                                | |
| 6L   | Aklak Air                                        | Kanada                                             | |
| 6M   | South Asia Airlines                              | Bangladesch                                        | Code wird nicht mehr genutzt |
| 6M   | Zacarías Moreno (Frigocontainer)                 | Spanien                                            | keine Fluggesellschaft |
| 6N   | Aerosucre                                        | Kolumbien                                          | Code wird nicht mehr genutzt |
| 6N   | Nordic Airways                                   | Schweden                                           | Betrieb 2009 eingestellt |
| 6N   | Niger Airlines                                   | Niger                                              | |
| 6N   | Rossair Europe                                   | Niederlande                                        | Betrieb 2004 eingestellt |
| 6Q   | Cham Wings Airlines                              | Syrien                                             | |
| 6Q   | Slovak Airlines                                  | Slowakei                                           | Betrieb 2007 eingestellt |
| 6S   | Sahara Airlines                                  | Algerien                                           | Betrieb 2003 eingestellt |
| 6T   | Air Mandalay                                     | Myanmar                                            | |
| 6U   | Air Ukraine                                      | Ukraine                                            | Betrieb 2004 eingestellt |
| 6U   | Unique Air                                       | USA                                                | |
| 6U   | Air Cargo Germany                                | Deutschland                                        | Betrieb 2013 eingestellt |
| 6V   | Air Vegas                                        | USA                                                | Betrieb 2004 eingestellt |
| 6V   | Grupo Avanza                                     | Spanien                                            | keine Fluggesellschaft, Fernbusverkehr |
| 6W   | Saravia / Saratov Airlines                       | Russland                                           | |
| 6Y   | SmartLynx Airlines                               | Lettland                                           | |
| 6Z   | Euro-Asia Air                                    | Kasachstan                                         | |
| 6Z   | Ukrainian Cargo Airways                          | Ukraine                                            | Betrieb 2009 eingestellt |
| 7A   | Alaska Coastal Airlines                          | USA                                                | aufgegangen in Alaska Airlines |
| 7B   | Fly Blue Crane                                   | Südafrika                                          | |
| 7C   | Coyne Airways                                    | Vereinigtes Königreich                             | Code nicht mehr genutzt |
| 7C   | Jeju Air                                         | Südkorea                                           | |
| 7D   | Donbassaero                                      | Ukraine                                            | Betrieb 2013 eingestellt |
| 7C   | MGC Aviation                                     | Lesotho                                            | |
| 7E   | Sylt Air GmbH                                    | Deutschland                                        | |
| 7F   | First Air                                        | Kanada                                             | |
| 7G   | MK Airlines                                      | Vereinigtes Königreich                             | Betrieb 2010 eingestellt |
| 7G   | StarFlyer                                        | Japan                                              | |
| 7H   | Corvus Airlines                                  | USA                                                | |
| 7H   | Era Alaska                                       | USA                                                | 2014 umfirmiert zu Corvus Airlines |
| 7H   | Era Aviation                                     | USA                                                | 2010 umfirmiert zu Era Alaska |
| 7J   | Skagway Air Service                              | USA                                                | Betrieb 2007 eingestellt |
| 7J   | Tajikistan Airlines                              | Tadschikistan                                      | |
| 7J   | CSafe Global                                     | USA                                                | keine Fluggesellschaft |
| 7K   | Kolavia                                          | Russland                                           | Betrieb 2015 eingestellt |
| 7L   | Aerocaribbean                                    | Kuba                                               | 2015 fusioniert mit Cubana |
| 7L   | Silk Way West Airlines                           | Aserbaidschan                                      | |
| 7M   | MAYair                                           | Mexiko                                             | |
| 7M   | Mistral Air                                      | Italien                                            | neuer Code: M4 |
| 7N   | Inland Aviation Services                         | USA                                                | Code wird nicht mehr genutzt |
| 7N   | PAWA Dominicana                                  | Dominikanische Republik                            | |
| 7P   | Air Panama                                       | Panama                                             | |
| 7P   | APA International Air                            | Dominikanische Republik                            | Betrieb 2001 eingestellt |
| 7Q   | Elite Airways                                    | USA                                                | |
| 7Q   | Sundance Air Venezuela                           | Venezuela                                          | Code wird nicht mehr genutzt |
| 7R   | RusLine                                          | Russland                                           | |
| 7S   | Arctic Transportation Services                   | USA                                                | |
| 7T   | Air-Glaciers                                     | Schweiz                                            | Code wird nicht mehr genutzt |
| 7T   | Aero Express del Ecuador                         | Ecuador                                            | im Außenauftritt DHL Ecuador |
| 7U   | Aviaenergo                                       | Russland                                           | Betrieb 2011 eingestellt |
| 7U   | Commercial Aviation Services                     | USA                                                | |
| 7V   | Austin Express                                   | USA                                                | Betrieb 2000 eingestellt |
| 7V   | Federal Air                                      | Südafrika                                          | |
| 7W   | Wind Rose Aviation                               | Ukraine                                            | |
| 7Y   | Mann Yadanarpon Airlines                         | Myanmar                                            | |
| 7Y   | Med Airways                                      | Libanon                                            | Code wird nicht mehr genutzt |
| 7Y   | Mid Airlines                                     | Sudan                                              | Code wird nicht mehr genutzt |
| 7Z   | Ameristar Air Cargo                              | USA                                                | |
| 7Z   | Laker Airways                                    | Bahamas                                            | Betrieb 2005 eingestellt |
| 8A   | Arctic Air                                       | Norwegen                                           | Betrieb 2003 eingestellt |
| 8A   | Atlas Blue                                       | Marokko                                            | Betrieb 2010 eingestellt |
| 8A   | Panama Airways                                   | Panama                                             | |
| 8B   | Business Air                                     | Thailand                                           | 2015 umfirmiert zu Intira Airlines; Betrieb 2017 eingestellt                                                                                                 |
| 8B   | TransNusa Air Services                           | Indonesien                                         | |
| 8C   | Air Transport International                      | USA                                                | |
| 8C   | Cotai Water Jet                                  | China                                              | keine Fluggesellschaft, Wassertaxi |
| 8C   | East Star Airlines                               | China                                              | Betrieb 2009 eingestellt |
| 8C   | Shan Xi Airlines                                 | China                                              | 2009 aufgegangen in Hainan Airlines |
| 8D   | Expo Aviation                                    | Sri Lanka                                          | umfirmiert zu FitsAir |
| 8D   | FitsAir                                          | Sri Lanka                                          | |
| 8D   | Interavia Airlines                               | Russland                                           | Betrieb 2008 eingestellt |
| 8D   | Servant Air                                      | USA                                                | Code wird nicht mehr genutzt |
| 8E   | Bering Air                                       | USA                                                | |
| 8E   | Easy Fly Express                                 | Bangladesch                                        | |
| 8F   | Cardig Air                                       | Indonesien                                         | |
| 8F   | STP Airways                                      | São Tomé und Príncipe                              | |
| 8G   | Angel Airlines                                   | Thailand                                           | Betrieb 2003 eingestellt |
| 8G   | Gulf & Caribbean Cargo                           | USA                                                | Code wird nicht mehr verwendet |
| 8G   | Mid Africa Aviation                              | Gambia                                             | |
| 8H   | BH Air                                           | Bulgarien                                          | |
| 8H   | Equaflight Service                               | Republik Kongo                                     | neuer Code: E7 |
| 8I   | InselAir Aruba                                   | Aruba                                              | |
| 8I   | myair                                            | Italien                                            | Betrieb 2004 eingestellt |
| 8J   | EcoJet                                           | Bolivien                                           | |
| 8J   | Jet4you                                          | Marokko                                            | Betrieb 2012 eingestellt |
| 8J   | Kominteravia                                     | Russland                                           | Code wird nicht mehr verwendet |
| 8K   | K-Mile Air                                       | Thailand                                           | |
| 8L   | Cargo Plus Aviation                              | Vereinigte Arabische Emirate                       | Betrieb 2008 eingestellt |
| 8L   | Lucky Air                                        | China                                              | |
| 8L   | Newair                                           | Dänemark                                           | Betrieb 2003 eingestellt |
| 8M   | Maxair                                           | Schweden                                           | Betrieb 2005 eingestellt |
| 8M   | Myanmar Airways International                    | Myanmar                                            | |
| 8N   | Aerodynamics                                     | USA                                                | |
| 8N   | Nordkalottflyg                                   | Schweden                                           | 2006 umfirmiert zu Barents AirLink |
| 8N   | Regional Air Services                            | Tansania                                           | |
| 8O   | West Coast Air                                   | Kanada                                             | Code wird nicht mehr genutzt |
| 8P   | Pacific Coastal Airlines                         | Kanada                                             | |
| 8P   | Payam Aviation Services                          | Iran                                               | Code wird nicht mehr genutzt |
| 8Q   | Baker Aviation                                   | USA                                                | Code wird nicht mehr genutzt |
| 8Q   | Onur Air                                         | Türkei                                             | |
| 8R   | Sol Líneas Aéreas                                | Argentinien                                        | Betrieb 2015 eingestellt |
| 8S   | Scorpio Aviation                                 | Ägypten                                            | Betrieb 2002 eingestellt |
| 8S   | Shun Tak-China Travel Ship                       | China                                              | keine Fluggesellschaft, Wassertaxi |
| 8T   | Air Tindi                                        | Kanada                                             | |
| 8U   | Afriqiyah Airways                                | Libyen                                             | |
| 8U   | Simon Air                                        | Liberia                                            | Betrieb 2006 eingestellt |
| 8V   | Astral Aviation                                  | Kenia                                              | |
| 8V   | Wright Air Service                               | USA                                                | Code wird nicht mehr genutzt |
| 8W   | BAX Global                                       | USA                                                | Code wird nicht mehr genutzt |
| 8Y   | Air Burundi                                      | Burundi                                            | Betrieb 2013 eingestellt |
| 8Y   | Astro Air International                          | Philippinen                                        | |
| 9A   | Eaglexpress Air Charter                          | Malaysia                                           | |
| 9B   | AccesRail and Partner Railways                   | Kanada                                             | Anbieter von Bahnfahrkarten für Reisen in Europa; wickelt auch für etliche Fluggesellschaften die landesspezifischen Rail&Fly-Angebote ab                    |
| 9C   | Gill Airways                                     | Vereinigtes Königreich                             | Betrieb 2001 eingestellt |
| 9C   | Spring Airlines                                  | China                                              | |
| 9C   | Samair                                           | Slowakei                                           | Betrieb 2014 eingestellt |
| 9D   | Perm Airlines                                    | Russland                                           | Betrieb 2009 eingestellt |
| 9E   | Endeavor Air                                     | USA                                                | |
| 9F   | Eurostar International                           | Vereinigtes Königreich                             | Eisenbahngesellschaft |
| 9G   | 9G Rail                                          | Vereinigtes Königreich                             | Eisenbahngesellschaft |
| 9G   | Galaxy Airways                                   | Griechenland                                       | Betrieb 2001 eingestellt |
| 9H   | Chang An Airlines                                | China                                              | |
| 9H   | Medavia                                          | Malta                                              | Code nicht mehr genutzt |
| 9H   | Ecoair International                             | Algerien                                           | Betrieb 2002 eingestellt |
| 9H   | MDLR Airlines                                    | Indien                                             | Betrieb 2009 eingestellt |
| 9I   | Alliance Air                                     | Indien                                             | |
| 9J   | Dana Airlines                                    | Nigeria                                            | |
| 9J   | Pacific Island Aviation                          | USA                                                | Betrieb 2005 eingestellt |
| 9K   | Cape Air                                         | USA                                                | |
| 9M   | Central Mountain Air                             | Kanada                                             | |
| 9N   | Trans States Airlines                            | USA                                                | neuer Code: AX; Betrieb 2020 eingestellt |
| 9N   | Tropic Air                                       | Belize                                             | |
| 9O   | The Cargo Flights                                | Thailand                                           | |
| 9P   | Air Arabia Jordan                                | Jordanien                                          | |
| 9P   | Pelangi Airways                                  | Malaysia                                           | Betrieb 2001 eingestellt |
| 9Q   | Caicos Express Airways                           | Bahamas                                            | |
| 9Q   | PB Air                                           | Thailand                                           | Betrieb 2009 eingestellt |
| 9R   | Phuket Airlines                                  | Thailand                                           | Betrieb 2013 eingestellt |
| 9R   | SATENA                                           | Kolumbien                                          | |
| 9S   | Southern Air                                     | USA                                                | |
| 9T   | MyCargo Airlines                                 | Türkei                                             | |
| 9T   | Transwest Air                                    | Kanada                                             | Code wird nicht mehr genutzt |
| 9U   | Air Moldova                                      | Republik Moldau                                    | |
| 9V   | Avior Airlines                                   | Venezuela                                          | |
| 9V   | Vipair Airlines                                  | Kasachstan                                         | Betrieb 2000 eingestellt |
| 9W   | Jet Airways                                      | Indien                                             | |
| 9X   | Southern Airways Express                         | USA                                                | |
| A2   | Astra Airlines                                   | Griechenland                                       | |
| A2   | Cielos del Perú                                  | Peru                                               | Betrieb 2012 eingestellt |
| A3   | Aegean Airlines                                  | Griechenland                                       | |
| A4   | Aerocon                                          | Bolivien                                           | |
| A4   | Southern Winds                                   | Argentinien                                        | Betrieb 2005 eingestellt |
| A5   | Airlinair                                        | Frankreich                                         | Betrieb 2013 eingestellt |
| A5   | Air France HOP                                   | Frankreich                                         | Code wird nicht mehr genutzt |
| A5   | Tikal Jets                                       | Guatemala                                          | Betrieb 2006 eingestellt |
| A6   | Air Alps                                         | Österreich                                         | Betrieb 2014 eingestellt |
| A7   | Air Plus Comet                                   | Spanien                                            | Betrieb 2009 eingestellt |
| A7   | Air Niamey                                       | Niger                                              | |
| A8   | Aerolíneas Paraguayas                            | Paraguay                                           | Betrieb 2002 eingestellt |
| A8   | Ameriflight                                      | USA                                                | |
| A8   | Benin Golf Air                                   | Benin                                              | Betrieb 2012 eingestellt |
| A9   | Georgian Airways                                 | Georgien                                           | |
| AA   | American Airlines                                | USA                                                | |
| AB   | Air Berlin                                       | Deutschland                                        | Betrieb 2017 eingestellt |
| AB   | Bonza Aviation                                   | Australien                                         | |
| AC   | Air Canada                                       | Kanada                                             | |
| AD   | Air Paradise                                     | Indonesien                                         | Betriebseinstellung 2005 |
| AD   | Avialeasing Aviation                             | Usbekistan                                         | neuer Code: V2 |
| AD   | Azul                                             | Brasilien                                          | |
| AE   | Air Ceylon                                       | Sri Lanka                                          | Betrieb 1978 eingestellt |
| AE   | Air Europe                                       | Vereinigtes Königreich                             | Betrieb 1991 eingestellt |
| AE   | Iceland Express                                  | Island                                             | Betrieb 2012 eingestellt |
| AE   | Mandarin Airlines                                | Taiwan                                             | |
| AF   | Air France                                       | Frankreich                                         | |
| AG   | Air Contractors                                  | Irland                                             | 2015 umfirmiert zu ASL Airlines Ireland |
| AG   | Air Ghana                                        | Ghana                                              | |
| AG   | Aruba Airlines                                   | Aruba                                              | |
| AH   | Air Algérie                                      | Algerien                                           | |
| AI   | Air India                                        | Indien                                             | |
| AJ   | Air Belgium (1979)                               | Belgien                                            | Betrieb 2000 eingestellt |
| AJ   | Air Jordan                                       | Jordanien                                          | Betrieb 1961 eingestellt |
| AJ   | Aztec Airways                                    | USA                                                | |
| AK   | Air Asia                                         | Malaysia                                           | |
| AK   | Airways International Cymru                      | Vereinigtes Königreich                             | Betrieb 1988 eingestellt |
| AL   | Air Leisure                                      | Ägypten                                            | |
| AL   | Allegheny Airlines                               | USA                                                | umfirmiert zu USAir |
| AL   | Skyway Airlines                                  | USA                                                | Betrieb 2008 eingestellt |
| AL   | Trans Avia Export                                | Belarus                                            | Code wird nicht mehr genutzt |
| AM   | Aeroméxico                                       | Mexiko                                             | |
| AO   | Aviaco                                           | Spanien                                            | 1999 integriert in Iberia |
| AO   | AviaNova                                         | Russland                                           | Betrieb 2011 eingestellt |
| AO   | Australian Airlines                              | Australien                                         | Betrieb 2006 eingestellt |
| AP   | Air One                                          | Italien                                            | Betrieb 2014 eingestellt |
| AP   | Alba Star                                        | Spanien                                            | |
| AQ   | 9 Air                                            | China                                              | |
| AQ   | Aloha Airlines                                   | USA                                                | Betrieb 2008 eingestellt |
| AQ   | Aquila Airways                                   | Vereinigtes Königreich                             | Betrieb 1958 eingestellt |
| AR   | Aerolíneas Argentinas                            | Argentinien                                        | |
| AS   | Alaska Airlines                                  | USA                                                | |
| AT   | Royal Air Maroc                                  | Marokko                                            | |
| AU   | Austral                                          | Argentinien                                        | |
| AV   | Avianca                                          | Kolumbien                                          | |
| AW   | Dirgantara Air Services                          | Indonesien                                         | Betrieb 2009 eingestellt |
| AW   | Schreiner Airways                                | Niederlande                                        | Betrieb 2005 eingestellt |
| AW   | Venezolana                                       | Venezuela                                          | |
| AX   | Trans States Airlines                            | USA                                                | |
| AY   | Finnair                                          | Finnland                                           | |
| AZ   | Alitalia                                         | Italien                                            | Betrieb Oktober 2021 eingestellt |
| AZ   | ITA Airways                                      | Italien                                            | |
| B0   | La Compagnie                                     | Frankreich                                         | |
| B1   | Bravo Passenger Solutions                        | Singapur                                           | keine Fluggesellschaft, Flugreservierungssystem |
| B2   | Belavia                                          | Belarus                                            | |
| B3   | Bellview Airlines                                | Nigeria                                            | Betrieb 2009 eingestellt |
| B4   | ZanAir                                           | Tansania                                           | |
| B4   | B.A.C.H. Flugbetrieb                             | Österreich                                         | Code wird nicht mehr genutzt |
| B4   | Bankair                                          | USA                                                | Code wird nicht mehr genutzt |
| B5   | Amadeus Flugdienst                               | Deutschland                                        | Betrieb 2004 eingestellt |
| B5   | Flightline                                       | Vereinigtes Königreich                             | Betrieb 2008 eingestellt |
| B6   | JetBlue Airways                                  | USA                                                | |
| B7   | Uni Air                                          | Republik Taiwan                                    | |
| B8   | Eritrean Airlines                                | Eritrea                                            | |
| B9   | Air Bangladesh                                   | Bangladesch                                        | Betrieb 2005 eingestellt |
| B9   | Iran Airtour                                     | Iran                                               | Code wird nicht mehr genutzt |
| BA   | British Airways                                  | Vereinigtes Königreich                             | auch British Airways/Comair (Südafrika) |
| BA   | British Overseas Airways Corporation             | Vereinigtes Königreich                             | 1974 mit BEA zu British Airways fusioniert |
| BB   | Seaborne Airlines                                | Puerto Rico                                        | |
| BC   | Skymark Airlines                                 | Japan                                              | |
| BD   | British Midland Airways / bmi                    | Vereinigtes Königreich                             | Betrieb 2012 eingestellt |
| BD   | Cambodia Bayon Airlines                          | Kambodscha                                         | |
| BE   | British European Airways                         | Vereinigtes Königreich                             | 1974 mit BOAC zu British Airways fusioniert |
| BE   | Flybe                                            | Vereinigtes Königreich                             | Betrieb 2020 eingestellt |
| BE   | Jersey European Airways                          | Vereinigtes Königreich                             | umfirmiert in Flybe |
| BF   | Bluebird Cargo                                   | Island                                             | Code wird nicht mehr genutzt |
| BF   | Aéro-Service                                     | Republik Kongo                                     | Code wird nicht mehr genutzt |
| BG   | Biman Bangladesh Airlines                        | Bangladesch                                        | |
| BH   | Hawkair                                          | Kanada                                             | Betrieb 2016 eingestellt |
| BH   | Bismillah Airlines                               | Bangladesch                                        | |
| BI   | Royal Brunei Airlines                            | Brunei                                             | |
| BJ   | Bakhtar Afghan Airlines                          | Afghanistan                                        | 1988 aufgegangen in Ariana Afghan Airlines |
| BJ   | Nouvelair                                        | Tunesien                                           | |
| BK   | BKS Air Transport                                | Vereinigtes Königreich                             | 1970 umfirmiert zu Northeast Airlines |
| BK   | MidAtlantic Airways                              | USA                                                | Betrieb 2006 eingestellt |
| BK   | Okay Airways                                     | China                                              | |
| BK   | Potomac Air                                      | USA                                                | Betrieb 2000 eingestellt |
| BL   | JetstarPacific                                   | Vietnam                                            | |
| BM   | Aero Trasporti Italiani (ATI)                    | Italien                                            | 1994 aufgegangen in Alitalia |
| BM   | Air Sicilia                                      | Italien                                            | Betrieb 2003 eingestellt |
| BM   | Bakhtar Afghan Airline                           | Afghanistan                                        | |
| BM   | Bayu Indonesia Air                               | Indonesien                                         | Betrieb 2004 eingestellt |
| BM   | bmi regional                                     | Vereinigtes Königreich                             | Betrieb 2019 eingestellt |
| BN   | Braniff International Airways                    | USA                                                | Betrieb 1982 eingestellt |
| BN   | Braniff                                          | USA                                                | Betrieb 1990 eingestellt |
| BO   | Air Columbus                                     | Portugal                                           | Betrieb 1994 eingestellt |
| BO   | Bouraq Indonesia Airlines                        | Indonesien                                         | Betrieb 2005 eingestellt |
| BP   | Air Botswana                                     | Botswana                                           | |
| BQ   | Aeromar Líneas Aéreas Dominicanas                | Dominikanische Republik                            | Betrieb 2003 eingestellt |
| BR   | British Caledonian Airways                       | Vereinigtes Königreich                             | 1988 von British Airways übernommen |
| BR   | British United Airways                           | Vereinigtes Königreich                             | 1970 zu British Caledonian Airways umfirmiert |
| BR   | EVA Air                                          | Taiwan                                             | |
| BS   | British International Helicopters                | Vereinigtes Königreich                             | Code wird nicht mehr genutzt |
| BS   | Busy Bee of Norway                               | Norwegen                                           | Betrieb 1992 eingestellt |
| BS   | CHC Scotia                                       | Vereinigtes Königreich                             | Code wird nicht mehr genutzt |
| BS   | US-Bangla Airlines                               | Bangladesch                                        | |
| BT   | Air Baltic                                       | Lettland                                           | |
| BU   | Braathens                                        | Norwegen                                           | umfirmiert zu SAS Norge |
| BU   | Compagnie Africaine d'Aviation                   | Demokratische Republik Kongo                       | |
| BU   | SAS Norge                                        | Norwegen                                           | 2009 fusioniert mit SAS |
| BV   | Blue Panorama Airlines                           | Italien                                            | |
| BW   | BWIA West Indies Airways                         | Trinidad und Tobago                                | Betrieb 2006 eingestellt |
| BW   | Caribbean Airlines                               | Trinidad und Tobago                                | |
| BY   | Britannia Airways                                | Vereinigtes Königreich                             | 2005 umfirmiert zu Thomsonfly |
| BY   | Thomsonfly                                       | Vereinigtes Königreich                             | 2009 in Thomson Airways aufgegangen |
| BY   | Thomson Airways                                  | Vereinigtes Königreich                             | |
| BZ   | Blue Bird Airways                                | Griechenland                                       | |
| BZ   | Blue Dart Aviation                               | Indien                                             | |
| BZ   | Keystone Air Services                            | Kanada                                             | Code wird nicht mehr genutzt |
| C0   | Centralwings                                     | Polen                                              | Betrieb 2009 eingestellt |
| C1   | Tectimes Sudamericana                            | Argentinien                                        | keine Fluggesellschaft |
| C1   | CEIBA Intercontinental                           | Äquatorialguinea                                   | |
| C3   | Contact Air                                      | Deutschland                                        | Betrieb 2012 eingestellt |
| C3   | Trade Air                                        | Kroatien                                           | |
| C4   | Alma de Mexico                                   | Mexiko                                             | Betrieb 2008 eingestellt |
| C4   | Conquest Air Cargo                               | USA                                                | |
| C4   | Zimex Aviation                                   | Schweiz                                            | Code wird nicht mehr genutzt |
| C5   | Commutair                                        | USA                                                | |
| C6   | CanJet Airlines                                  | Kanada                                             | Betrieb 2015 eingestellt |
| C6   | CHEP Aerospace Solutions                         | Schweiz                                            | keine Fluggesellschaft |
| C6   | My Freighter Airlines                            | Usbekistan                                         | |
| C7   | Aero Continente Chile                            | Chile                                              | Betrieb 2002 eingestellt |
| C7   | Cinnamon Air                                     | Sri Lanka                                          | |
| C7   | Rico Linhas Aereas                               | Brasilien                                          | Betrieb 2010 eingestellt |
| C8   | Cargolux Italia                                  | Italien                                            | |
| C8   | Chicago Express Airlines                         | USA                                                | Betrieb 2005 eingestellt |
| CA   | Air China                                        | China                                              | |
| CA   | CAAC                                             | China                                              | 1987 umfirmiert zu Air China |
| CA   | Capital Airlines                                 | USA                                                | 1961 aufgegangen in United Air Lines |
| CB   | Air 1                                            | USA                                                | Betrieb 1985 eingestellt |
| CB   | Scot Airways                                     | Vereinigtes Königreich                             | umfirmiert zu Suckling Airways |
| CB   | Suckling Airways                                 | Vereinigtes Königreich                             | Betrieb 2013 eingestellt |
| CB   | Trans Caribbean Air                              | USA                                                | |
| CC   | Air Atlanta Icelandic                            | Island                                             | |
| CC   | CM Airlines                                      | Honduras                                           | |
| CC   | MacAir Airlines                                  | Australien                                         | Betrieb 2009 eingestellt |
| CD   | Corendon Dutch Airlines                          | Niederlande                                        | |
| CE   | Central African Airways                          | Südrhodesien                                       | Betrieb 1967 eingestellt |
| CE   | Chalair Aviation                                 | Frankreich                                         | |
| CE   | Nationwide Airlines                              | Südafrika                                          | Betrieb 2008 eingestellt |
| CF   | China Postal Airlines                            | China                                              | |
| CF   | City Airline                                     | Schweden                                           | Betrieb 2011 eingestellt |
| CF   | Faucett Perú                                     | Peru                                               | Betrieb 1999 eingestellt |
| CG   | Airlines PNG                                     | Papua-Neuguinea                                    | |
| CH   | Bemidji Airlines                                 | USA                                                | |
| CI   | China Airlines                                   | Taiwan                                             | |
| CJ   | BA CityFlyer                                     | Großbritannien                                     | |
| CJ   | China Northern Airlines                          | China                                              | aufgegangen in China Southern Airlines |
| CK   | China Cargo Airlines                             | China                                              | |
| CL   | Capitol Air                                      | USA                                                | Betrieb 1984 eingestellt |
| CL   | Lufthansa CityLine                               | Deutschland                                        | |
| CL   | Tempelhof Airways                                | USA                                                | Betrieb 1991 eingestellt |
| CM   | Copa Airlines                                    | Panama                                             | |
| CN   | Grand China Air                                  | China                                              | |
| CN   | Islands Nationair                                | Papua-Neuguinea                                    | Code wird nicht mehr genutzt |
| CN   | Westward Airways                                 | USA                                                | Betrieb 2005 eingestellt |
| CN   | Torosair                                         | Türkei                                             | Betrieb 1989 eingestellt |
| CO   | Cobalt Air                                       | Zypern                                             | Betrieb 2018 eingestellt |
| CO   | Continental Airlines                             | USA                                                | 2011 fusioniert mit United Airlines |
| CP   | Canadian Airlines International                  | Kanada                                             | 2001 in Air Canada integriert |
| CP   | Canadian Pacific Air Lines                       | Kanada                                             | 1968 umfirmiert zu CP Air |
| CP   | Compass Airlines                                 | USA                                                | Betrieb 2020 eingestellt |
| CP   | CP Air                                           | Kanada                                             | 1987 in Canadian Airlines aufgegangen |
| CQ   | Charterlines                                     | Tansania                                           | |
| CQ   | Coastal Aviation                                 | Tansania                                           | |
| CQ   | Sunshine Express Airlines                        | Australien                                         | Code wird nicht mehr genutzt |
| CR   | OAG Worldwide Limited                            | Vereinigtes Königreich                             | keine Fluggesellschaft |
| CS   | Air One CityLiner                                | Italien                                            | 2011 umfirmiert in Alitalia CityLiner |
| CS   | Chair Airlines                                   | Schweiz                                            | ehemals Germania Flug |
| CS   | Air Sofia                                        | Bulgarien                                          | Betrieb 2007 eingestellt |
| CS   | Cambrian Airways                                 | Vereinigtes Königreich                             | 1976 in British Airways aufgegangen |
| CS   | Continental Micronesia                           | USA                                                | Betrieb 2010 eingestellt |
| CT   | Alitalia CityLiner                               | Italien                                            | |
| CU   | Cubana                                           | Kuba                                               | |
| CV   | Air Chathams                                     | Neuseeland                                         | Code wird nicht mehr genutzt |
| CV   | Cargolux                                         | Luxemburg                                          | |
| CW   | Air Cargo Global                                 | Slowakei                                           | |
| CW   | Air Marshall Islands                             | Marshall-Inseln                                    | Code wird nicht mehr genutzt |
| CX   | Cathay Pacific                                   | Hongkong                                           | |
| CY   | Cyprus Airways                                   | Zypern                                             | Betrieb 2015 eingestellt |
| CY   | Charlie Airlines Limited dba Cyprus Airways      | Zypern                                             | |
| CZ   | Cascade Airways                                  | USA                                                | Betrieb 1986 eingestellt |
| CZ   | China Southern Airlines                          | China                                              | |
| D0   | DHL Air UK                                       | Vereinigtes Königreich                             | |
| D2   | Damania Airways                                  | Indien                                             | Betrieb 1997 eingestellt |
| D2   | Severstal Aircompany                             | Russland                                           | |
| D3   | Daallo Airlines                                  | Djibouti                                           | |
| D4   | Alidaunia                                        | Italien                                            | Code wird nicht mehr genutzt |
| D4   | Dart Airlines                                    | Ukraine                                            | |
| D5   | DHL Aero Expreso                                 | Panama                                             | |
| D5   | NEPC Airlines                                    | Indien                                             | Betrieb 1997 eingestellt |
| D6   | Inter Air                                        | Südafrika                                          | |
| D7   | AirAsia X                                        | Malaysia                                           | |
| D7   | Dinar Líneas Aéreas                              | Argentinien                                        | Betrieb 2002 eingestellt |
| D8   | Diamond Sakha Airlines                           | Russland                                           | Code wird nicht mehr genutzt |
| D8   | Djibouti Airlines                                | Djibouti                                           | Betrieb 2009 eingestellt |
| D8   | Norwegian Air International                      | Irland                                             | Betrieb 2021 eingestellt |
| D8   | Norwegian Air Sweden                             | Schweden                                           | |
| D9   | Aeroflot-Don                                     | Russland                                           | 2009 umfirmiert zu Donavia |
| D9   | Donavia                                          | Russland                                           | |
| DA   | Daily Air                                        | Taiwan                                             | Code wird nicht mehr genutzt |
| DA   | Dan-Air                                          | Vereinigtes Königreich                             | 1992 aufgegangen in British Airways |
| DA   | Air Georgia                                      | Georgien                                           | 1999 aufgegangen in Georgian Airways |
| DB   | Brit Air                                         | Frankreich                                         | 2013 aufgegangen in Hop! |
| DC   | BRA                                              | Schweden                                           | |
| DC   | Sverigeflyg                                      | Schweden                                           | Code wird nicht mehr genutzt |
| DD   | Amber Airways                                    | Vereinigtes Königreich                             | Betrieb 1988 eingestellt |
| DD   | Atlantic Coast Jet                               | USA                                                | Reintegriert in Atlantic Coast Airlines |
| DD   | Conti-Flug                                       | Deutschland                                        | Betrieb 1994 eingestellt |
| DD   | Nok Air                                          | Thailand                                           | |
| DE   | Condor Flugdienst                                | Deutschland                                        | |
| DF   | AeBal                                            | Spanien                                            | 2008 umfirmiert zu Quantum Air |
| DF   | Condor Berlin                                    | Deutschland                                        | 2013 integriert in Condor Flugdienst |
| DF   | Quantum Air                                      | Spanien                                            | Betrieb 2010 eingestellt |
| DG   | Custom Air Transport                             | USA                                                | Code wird nicht mehr genutzt |
| DH   | Atlantic Coast Airlines                          | USA                                                | 2004 umfirmiert zu Independence Air |
| DH   | DHL Aviation                                     | Belgien                                            | Code wird nicht mehr genutzt |
| DH   | Independence Air                                 | USA                                                | Betrieb 2006 eingestellt |
| DH   | Norwegian Air Norway                             | Norwegen                                           | |
| DI   | Air Djibouti                                     | Dschibuti                                          | Betrieb 1991 eingestellt |
| DI   | dba                                              | Deutschland                                        | Betrieb 2008 eingestellt |
| DI   | Deutsche BA                                      | Deutschland                                        | 2006 umfirmiert zu dba |
| DI   | Norwegian Air UK                                 | Vereinigtes Königreich                             | Betrieb 2021 eingestellt |
| DI   | Marabu Airlines                                  | Estland                                            | |
| DJ   | AirAsia Japan                                    | Japan                                              | |
| DJ   | Nordic European Airlines                         | Schweden                                           | Betrieb 1998 eingestellt |
| DJ   | Virgin Australia                                 | Australien                                         | neuer Code: VA |
| DK   | Scanair                                          | Schweden                                           | Betrieb 1993 eingestellt |
| DK   | Premiair                                         | Dänemark                                           | 2002 umfirmiert zu MyTravel Airways A/S |
| DK   | MyTravel Airways                                 | Dänemark                                           | 2008 umfirmiert zu Thomas Cook Airlines Scandinavia |
| DK   | Sunclass Airlines                                | Dänemark                                           | |
| DK   | Thomas Cook Airlines Scandinavia                 | Dänemark                                           | 2019 umfirmiert zu Sunclass Airlines |
| DL   | Delta Air Lines                                  | USA                                                | |
| DM   | Asian Air                                        | Thailand                                           | |
| DM   | Maersk Air                                       | Dänemark                                           | 2005 in Sterling Airlines integriert |
| DN   | Air Exel Belgique                                | Belgien                                            | Betrieb 1991 eingestellt |
| DN   | Sénégal Airlines                                 | Senegal                                            | |
| DO   | Air Vallée                                       | Italien                                            | neuer Code: VK |
| DO   | Dominicana de Aviación                           | Dominikanische Republik                            | Betrieb 1999 eingestellt |
| DP   | First Choice Airways                             | Vereinigtes Königreich                             | Betrieb 2008 eingestellt |
| DQ   | Air Direct-Connect                               | Kenia                                              | |
| DQ   | Coastal Air Transport                            | Amerikanische Jungferninseln                       | Code wird nicht mehr genutzt |
| DR   | Air Link                                         | Australien                                         | neuer Code: ZL |
| DR   | Hyeres Aero Service                              | Frankreich                                         | Code wird nicht mehr genutzt |
| DR   | Mediterranean Air Service                        | Tunesien                                           | Betrieb 2003 eingestellt |
| DR   | Ruili Airlines                                   | China                                              | |
| DS   | Das Nordisk                                      | Hongkong                                           | keine Fluggesellschaft |
| DS   | EasyJet Switzerland                              | Schweiz                                            | |
| DT   | TAAG Angola Airways                              | Angola                                             | |
| DU   | Hemus Air                                        | Bulgarien                                          | fusioniert mit Bulgaria Air |
| DV   | Aircompany SCAT                                  | Kasachstan                                         | |
| DV   | Lufttaxi Flug                                    | Deutschland                                        | Code wird nicht mehr genutzt |
| DV   | Nantucket Airlines                               | USA                                                | Code wird nicht mehr genutzt |
| DW   | Aero Charter Ukraine                             | Ukraine                                            | Code wird nicht mehr genutzt |
| DW   | Deutsche Luftverkehrsgesellschaft (DLT)          | Deutschland                                        | 1991 integriert in Lufthansa CityLine |
| DW   | Dominican Wings                                  | Dominikanische Republik                            | |
| DX   | DAT                                              | Dänemark                                           | |
| DY   | Air Djibouti                                     | Dschibuti                                          | Betrieb 2001 eingestellt |
| DY   | Norwegian Air Shuttle                            | Norwegen                                           | |
| DZ   | Air Metro North                                  | USA                                                | Code wird nicht mehr genutzt |
| DZ   | Air Tropical                                     | Frankreich                                         | Code wird nicht mehr genutzt |
| DZ   | Donghai Airlines                                 | China                                              | |
| DZ   | Air Tropical                                     | Frankreich                                         | Code wird nicht mehr genutzt |
| E0   | Eos Airlines                                     | USA                                                | Betrieb 2008 eingestellt |
| E2   | Rio Grande Air                                   | USA                                                | Betrieb 2004 eingestellt |
| E2   | Eurowings Europe (Österreich)                    | Österreich                                         | Gründung 2015 |
| E3   | Domodedovo Airlines                              | Russland                                           | Betriebseinstellung 2008 |
| E3   | New Gen Airways                                  | Thailand                                           | Betrieb 2019 eingestellt |
| E4   | Aero Asia                                        | Pakistan                                           | Betriebseinstellung 2007 |
| E4   | Enter Air                                        | Polen                                              | |
| E4   | Estelar Latinoamerica                            | Venezuela                                          | |
| E5   | Air Arabia Egypt                                 | Ägypten                                            | |
| E6   | Eurowings Europe Ltd.                            | Malta                                              | |
| E6   | Avia Express Kruiz                               | Russland                                           | Betrieb 2002 eingestellt |
| E6   | Bringer Air Cargo Taxi Aereo                     | Brasilien                                          | |
| E7   | Equaflight Service                               | Kongo                                              | |
| E7   | Estafeta Carga Aerea                             | Mexiko                                             | |
| E7   | European Aviation Air Charter                    | Vereinigtes Königreich                             | Betrieb 2008 eingestellt |
| E8   | Alpi Eagles                                      | Italien                                            | Betriebseinstellung 2008 |
| E9   | AJT Air International                            | Russland                                           | Betrieb 2003 eingestellt |
| E9   | Boston-Maine Airways (1999)                      | USA                                                | Betrieb 2008 eingestellt |
| E9   | Evelop Airlines                                  | Spanien                                            | |
| EA   | Ándalus Lineas Aéreas                            | Spanien                                            | Betrieb 2010 eingestellt |
| EA   | Eastern Air Lines                                | USA                                                | Betrieb 1991 eingestellt |
| EA   | Eastern Air Lines (2011)                         | USA                                                | Betrieb 2017 eingestellt |
| EB   | Emery Worldwide Airlines                         | USA                                                | Betrieb 2001 eingestellt |
| EB   | Wamos Air                                        | Spanien                                            | |
| EC   | Avialeasing Aviation                             | Usbekistan                                         | Code wird nicht mehr genutzt |
| EC   | East African Airways                             | Kenia, Tansania, Uganda                            | Betrieb 1977 eingestellt |
| EC   | Heli-Inter                                       | Frankreich                                         | Code wird nicht mehr genutzt |
| EC   | OpenSkies                                        | Vereinigtes Königreich                             | |
| ED   | Airblue                                          | Pakistan                                           | neuer Code: PA |
| ED   | AirExplore                                       | Slowakei                                           | |
| ED   | CCAir                                            | USA                                                | Betrieb 2002 eingestellt |
| EE   | Aero Airlines                                    | Estland                                            | Betrieb 2008 eingestellt |
| EE   | Regional Jet                                     | Estland                                            | |
| EF   | Fly Caminter                                     | Kamerun                                            | |
| EG   | British Eagle International Airlines             | Vereinigtes Königreich                             | Betrieb 1968 eingestellt |
| EG   | East Air                                         | Tadschikistan                                      | |
| EG   | Enerjet                                          | Kanada                                             | |
| EG   | Japan Asia Airways                               | Japan                                              | 2008 in Japan Airlines aufgegangen |
| EH   | Air Nippon Network                               | Japan                                              | 2010 aufgegangen in ANA Wings |
| EH   | ANA Wings                                        | Japan                                              | |
| EH   | SAETA                                            | Ecuador                                            | Betrieb 2000 eingestellt |
| EI   | Aer Lingus                                       | Irland                                             | |
| EJ   | Air Atlantis                                     | Portugal                                           | 1993 integriert in TAP Air Portugal |
| EJ   | European Cargo Services                          | Niederlande                                        | keine Fluggesellschaft, Logistikunternehmen |
| EJ   | New England Airlines                             | USA                                                | Code wird nicht mehr genutzt |
| EK   | Emirates                                         | Vereinigte Arabische Emirate                       | |
| EL   | Air Nippon                                       | Japan                                              | 2012 aufgegangen in All Nippon Airways |
| EL   | Ellinair                                         | Griechenland                                       | |
| EL   | Export Air Cargo                                 | Peru                                               | 1997 umfirmiert zu Cielos del Perú |
| EM   | Aero Benin                                       | Benin                                              | Code wird nicht mehr genutzt |
| EM   | Empire Airlines                                  | USA                                                | |
| EM   | Western Airlines                                 | Australien                                         | Betrieb 2002 eingestellt |
| EN   | Air Dolomiti                                     | Italien                                            | |
| EN   | Cal Air International                            | Vereinigtes Königreich                             | 1988 umfirmiert in Novair International Airways |
| EN   | Novair International Airways                     | Vereinigtes Königreich                             | Betrieb 1990 eingestellt |
| EO   | Air Go Airlines                                  | Ägypten                                            | |
| EO   | Express One International                        | USA                                                | Betrieb 2002 eingestellt |
| EO   | flyCongo                                         | Demokratische Republik Kongo                       | Betrieb 2013 eingestellt |
| EO   | Hewa Bora Airways                                | Demokratische Republik Kongo                       | 2012 umfirmiert zu flyCongo |
| EP   | Iran Aseman Airlines                             | Iran                                               | |
| EQ   | TAME                                             | Ecuador                                            | Betrieb 2020 eingestellt |
| ER   | Astar Air Cargo                                  | USA                                                | Betrieb 2012 eingestellt |
| ER   | DHL Airways                                      | USA                                                | Code wird nicht mehr genutzt |
| ES   | DHL Aviation                                     | Bahrain                                            | |
| ET   | Ethiopian Airlines                               | Äthiopien                                          | |
| EU   | Ecuatoriana                                      | Ecuador                                            | Betrieb 2006 eingestellt |
| EU   | Chengdu Airlines                                 | China                                              | |
| EU   | United Eagle Airlines                            | China                                              | 2009 umfirmiert zu Chengdu Airlines |
| EV   | Atlantic Southeast Airlines                      | USA                                                | 2012 aufgegangen in ExpressJet Airlines |
| EV   | ExpressJet Airlines                              | USA                                                | |
| EW   | Eurowings                                        | Deutschland                                        | |
| EX   | Excalibur Airways                                | Vereinigtes Königreich                             | Betrieb 1996 eingestellt |
| EX   | Thai Express Air                                 | Thailand                                           | |
| EY   | Eagle Air                                        | Tansania                                           | Betrieb 2002 eingestellt |
| EY   | Etihad Airways                                   | Vereinigte Arabische Emirate                       | |
| EZ   | Evergreen International Airlines                 | USA                                                | Betrieb 2013 eingestellt |
| EZ   | Sun-Air of Scandinavia                           | Dänemark                                           | |
| F1   | Farelogix                                        | USA                                                | keine Fluggesellschaft |
| F2   | Falcon Air Express                               | USA                                                | Betrieb 2015 eingestellt |
| F2   | Flyair                                           | Türkei                                             | Betrieb 2007 eingestellt |
| F2   | Safarilink Aviation                              | Kenia                                              | |
| F3   | FAI rent-a-jet                                   | Deutschland                                        | |
| F4   | Air Flamenco                                     | Puerto Rico                                        | |
| F4   | Shanghai Airlines Cargo                          | China                                              | Betrieb 2011 eingestellt |
| F5   | Aerotrans Cargo                                  | Republik Moldau                                    | |
| F5   | Cosmic Air                                       | Nepal                                              | Betrieb 2008 eingestellt |
| F6   | Zhejiang Airlines                                | China                                              | Betrieb 2004 eingestellt |
| F7   | Volare Aviation Enterprise                       | Ukraine                                            | Betrieb 2009 eingestellt |
| F7   | Darwin Airline                                   | Schweiz                                            | Markenauftritt Etihad Regional, Betrieb 2017 eingestellt |
| F8   | Flair Airlines                                   | Kanada                                             | |
| F8   | Flying Carpet Airlines                           | Libanon                                            | 2009 umfirmiert zu Med Airways |
| F8   | Freedom Airlines                                 | USA                                                | Betrieb 2010 eingestellt |
| F9   | Frontier Airlines                                | USA                                                | |
| FA   | Safair                                           | Südafrika                                          | |
| FB   | Bulgaria Air                                     | Bulgarien                                          | |
| FB   | Fine Air                                         | USA                                                | Betrieb 2002 eingestellt |
| FC   | Falcon Express Cargo Airlines                    | Vereinigte Arabische Emirate                       | Betrieb 2012 eingestellt |
| FC   | Tempelhof Express Airlines                       | Deutschland                                        | Betrieb 2000 eingestellt |
| FC   | Flybe Nordic                                     | Finnland                                           | 2015 umfirmiert zu Nordic Regional Airlines |
| FC   | Viva Colombia                                    | Kolumbien                                          | |
| FD   | Cityflyer Express                                | Vereinigtes Königreich                             | Betrieb 2000 eingestellt |
| FD   | Thai AirAsia                                     | Thailand                                           | |
| FE   | Far Eastern Air Transport                        | Taiwan                                             | |
| FE   | Royal Khmer Airlines                             | Kambodscha                                         | Betrieb 2007 eingestellt |
| FF   | Airshop B.V.                                     | Niederlande                                        | keine Fluggesellschaft |
| FF   | Tower Air                                        | USA                                                | Betrieb 2000 eingestellt |
| FG   | Ariana Afghan Airlines                           | Afghanistan                                        | |
| FH   | Freebird Airlines                                | Türkei                                             | |
| FI   | Icelandair                                       | Island                                             | |
| FJ   | Air Pacific                                      | Fiji                                               | 2012 umfirmiert zu Fiji Airways |
| FJ   | Fiji Airways                                     | Fiji                                               | |
| FJ   | Fiji Link                                        | Fiji                                               | |
| FK   | Air Sul                                          | Portugal                                           | Betrieb 1992 eingestellt |
| FK   | Keewatin Air                                     | Kanada                                             | Code wird nicht mehr genutzt |
| FK   | KF Cargo                                         | Kanada                                             | |
| FL   | AirTran Airways                                  | USA                                                | 2014 aufgegangen in Southwest Airlines |
| FM   | FedEx / Federal Express                          | USA                                                | Code FM verwendet bis 1994, neuer Code: FX |
| FM   | Shanghai Airlines                                | China                                              | |
| FN   | Fastjet Airlines                                 | Tansania                                           | |
| FN   | Regional Air Lines                               | Marokko                                            | Betrieb 2009 eingestellt |
| FP   | TAG Aviation                                     | Schweiz                                            | Code wird nicht mehr genutzt |
| FQ   | Brindabella Airlines                             | Australien                                         | Betrieb 2013 eingestellt |
| FR   | Ryanair                                          | Irland                                             | |
| FS   | Servicios de Transportes Aéreos Fueguinos (STAF) | Argentinien                                        | Betrieb 2005 eingestellt |
| FS   | Syphax Airlines                                  | Tunesien                                           | IATA-Code neu SO |
| FS   | Flyr                                             | Norwegen                                           | |
| FT   | Fly Egypt                                        | Ägypten                                            | |
| FT   | Flying Tiger Line (Flying Tigers)                | USA                                                | 1989 übernommen von Federal Express |
| FT   | Siem Reap Airways                                | Kambodscha                                         | Betrieb 2008 eingestellt |
| FU   | Air Littoral                                     | Frankreich                                         | Betrieb 2004 eingestellt |
| FU   | ARTOP Linhas Aéreas                              | Portugal                                           | Betrieb 1958 eingestellt |
| FV   | Pulkovo Airlines                                 | Russland                                           | 2006 aufgegangen in Rossija |
| FV   | Rossija                                          | Russland                                           | |
| FV   | Viva Air                                         | Spanien                                            | 1999 integriert in Iberia |
| FW   | Ibex Airlines                                    | Japan                                              | |
| FX   | FedEx / Federal Express                          | USA                                                | |
| FX   | German Cargo                                     | Deutschland                                        | 1993 umfirmiert zu Lufthansa Cargo |
| FY   | Firefly                                          | Malaysia                                           | |
| FZ   | Air Facilities                                   | Australien                                         | Code wird nicht mehr genutzt |
| FZ   | Broome Aviation                                  | Australien                                         | Code wird nicht mehr genutzt |
| FZ   | Fly Dubai                                        | Vereinigte Arabische Emirate                       | |
| G2   | Avirex                                           | Gabun                                              | 2008 umfirmiert zu Jet Express |
| G3   | Emerald Airways                                  | Vereinigtes Königreich                             | Betrieb 2006 eingestellt |
| G3   | Gol Linhas Aéreas                                | Brasilien                                          | |
| G4   | Guizhou Airlines                                 | China                                              | 1998 aufgegangen in China Southern Airlines |
| G4   | Allegiant Air                                    | USA                                                | |
| G5   | China Express Airlines                           | China                                              | |
| G6   | Guine Bissau Airlines                            | Guinea-Bissau                                      | Betrieb 2003 eingestellt |
| G7   | Gandalf Airlines                                 | Italien                                            | Betrieb 2004 eingestellt |
| G7   | GoJet Airlines                                   | USA                                                | |
| G8   | GoAir                                            | Indien                                             | |
| G9   | Air Arabia                                       | Vereinigte Arabische Emirate                       | |
| G9   | Gol Linhas Aéreas                                | Brasilien                                          | neuer Code: G3 |
| GA   | Garuda Indonesia                                 | Indonesien                                         | |
| GB   | Airborne Express                                 | USA                                                | Betrieb 2004 eingestellt |
| GB   | ABX Air                                          | USA                                                | |
| GC   | Gambia International Airlines                    | Gambia                                             | Betrieb 2007 eingestellt |
| GC   | Global Feeder Services                           | Australien                                         | keine Fluggesellschaft |
| GD   | Grandstar Cargo                                  | China                                              | Betrieb 2012 eingestellt |
| GE   | TransAsia Airways                                | Republik China (Taiwan)                            | |
| GF   | Gulf Air                                         | Bahrain, Katar, Oman, Vereinigte Arabische Emirate | |
| GG   | Air Guyane                                       | Französisch-Guyana                                 | |
| GG   | Air Holland                                      | Niederlande                                        | neuer Code: HD |
| GG   | Cargo 360                                        | USA                                                | 2008 aufgegangen in Southern Air |
| GG   | Sky Lease Cargo                                  | USA                                                | |
| GH   | Ghana Airways                                    | Ghana                                              | Betrieb 2004 eingestellt |
| GH   | Globus Airlines                                  | Russland                                           | |
| GI   | Itek Air                                         | Kirgisistan                                        | Betrieb 2010 eingestellt |
| GJ   | Eurofly                                          | Italien                                            | Betrieb 2010 eingestellt |
| GJ   | Zhejiang Loong Airlines                          | China                                              | |
| GK   | Jetstar Japan                                    | Japan                                              | |
| GL   | Air Greenland                                    | Grönland                                           | |
| GL   | AirGlow Aviation Services                        | Vereinigte Arabische Emirate                       | |
| GL   | Miami Air International                          | USA                                                | neuer Code: LL |
| GM   | Air Slovakia                                     | Slowakei                                           | Betrieb 2010 eingestellt |
| GM   | Germania Flug                                    | Schweiz                                            | umbenannt Chair |
| GM   | Tri-MG Intra Asia Airlines                       | Indonesien                                         | |
| GN   | Air Gabon                                        | Gabun                                              | Betrieb 2006 eingestellt |
| GO   | Go Fly                                           | Vereinigtes Königreich                             | Betrieb 2002 eingestellt |
| GO   | ULS Airlines Cargo                               | Türkei                                             | |
| GP   | Gestair Executive Jet                            | Spanien                                            | Code wird nicht mehr genutzt |
| GP   | Pantanal Linhas Aéreas                           | Brasilien                                          | Betrieb 2013 eingestellt |
| GQ   | Big Sky Airlines                                 | USA                                                | Betrieb 2008 eingestellt |
| GQ   | Sky Express SA                                   | Griechenland                                       | |
| GR   | Aurigny Air Services                             | Guernsey                                           | |
| GR   | Gemini Air Cargo                                 | USA                                                | Betrieb 2008 eingestellt |
| GS   | Airfoyle                                         | Vereinigtes Königreich                             | Betrieb 2000 eingestellt |
| GS   | Grant Aviation                                   | USA                                                | Code wird nicht mehr genutzt |
| GS   | Tianjin Airlines                                 | China                                              | |
| GT   | GB Airways                                       | Vereinigtes Königreich                             | Betrieb 2008 eingestellt |
| GU   | Aviateca                                         | Guatemala                                          | |
| GW   | Kuban Airlines                                   | Russland                                           | Betrieb 2012 eingestellt |
| GX   | GX Airlines                                      | China                                              | |
| GX   | Pacificair                                       | Philippinen                                        | Betrieb 2003 eingestellt |
| GY   | Colorful Guizhou Airlines                        | China                                              | |
| GY   | Gabon Airlines                                   | Gabun                                              | Betrieb 2011 eingestellt |
| GY   | Guyana Air                                       | Guyana                                             | 2001 umfirmiert zu Guyana Air 2000 |
| GY   | Guyana Air 2000                                  | Guyana                                             | Betrieb 2003 eingestellt |
| GZ   | Air Rarotonga                                    | Neuseeland                                         | |
| H1   | Hahn Air Systems                                 | Deutschland                                        | keine Fluggesellschaft |
| H1   | Hooters Air                                      | USA                                                | Betrieb 2006 eingestellt |
| H2   | City Bird                                        | Belgien                                            | Betrieb 2001 eingestellt |
| H2   | Sky Airline                                      | Chile                                              | |
| H3   | Harbour Air                                      | Kanada                                             | Code wird nicht mehr genutzt |
| H4   | Inter Islands Airlines                           | Kapverden                                          | Betrieb 2009 eingestellt |
| H4   | HiSky Europe                                     | Moldawien                                          | |
| H5   | Mavial Magadan Airlines                          | Russland                                           | Betrieb 2006 eingestellt |
| H5   | I-Fly                                            | Russland                                           | neuer Code: I4 |
| H6   | Bulgarian Air Charter                            | Bulgarien                                          | |
| H6   | Chelyabinsk Air Enterprise                       | Russland                                           | 2004 aufgegangen in Siberia Airlines |
| H6   | Hageland Aviation Service                        | USA                                                | |
| H7   | Eagle Air                                        | Uganda                                             | Code wird nicht mehr genutzt |
| H7   | HiSky Moldova                                    | Moldawien                                          | |
| H8   | Dalavia                                          | Russland                                           | Betrieb 2008 eingestellt |
| H9   | Himalaya Airlines                                | Nepal                                              | |
| H9   | Pegasus Airlines                                 | Türkei                                             | neuer Code: PC |
| HA   | Hawaiian Airlines                                | USA                                                | |
| HB   | Asia Atlantic Airlines                           | Thailand                                           | |
| HB   | Harbor Airlines                                  | USA                                                | Code wird nicht mehr genutzt |
| HC   | Aero Tropics Air Services                        | Australien                                         | Betrieb 2008 eingestellt |
| HD   | Air Do                                           | Japan                                              | |
| HD   | Air Holland                                      | Niederlande                                        | Betrieb 2004 eingestellt |
| HD   | Hokkaido International Airlines                  | Japan                                              | 2012 umfirmiert zu Air Do |
| HE   | German Airways                                   | Deutschland                                        | |
| HE   | LGW Luftfahrtgesellschaft Walter                 | Deutschland                                        | umfirmiert zu German Airways; Betrieb 2020 eingestellt |
| HE   | Trans European Airways (TEA)                     | Belgien                                            | Betrieb 1991 eingestellt |
| HF   | Air Côte d’Ivoire                                | Elfenbeinküste                                     | |
| HF   | Hapag-Lloyd Flug                                 | Deutschland                                        | jetzt TUIfly, seit Juli 2007 neuer Code: X3 |
| HG   | Niki Luftfahrt                                   | Österreich                                         | Flugbetrieb am 14. Dezember 2017 eingestellt, wurde zu Laudamotion                                                                                           |
| HH   | Air Hamburg                                      | Deutschland                                        | Code wird nicht mehr genutzt |
| HH   | Islandsflug                                      | Island                                             | Betrieb 2005 eingestellt |
| HH   | Somali Airlines                                  | Somalia                                            | Betrieb 1991 eingestellt |
| HH   | Taban Air                                        | Iran                                               | |
| HI   | Papillon Airways                                 | USA                                                | |
| HI   | Papillon Crand Canyon Helicopters                | USA                                                | umfirmiert zu Papillon Airways |
| HJ   | Air Haiti                                        | Haiti                                              | Betrieb 1982 eingestellt |
| HJ   | Asian Express Airlines                           | Australien                                         | 2008 umfirmiert zu Tasman Cargo Airlines |
| HJ   | Swedeways                                        | Schweden                                           | Betrieb 2001 eingestellt |
| HJ   | Tasman Cargo Airlines                            | Australien                                         | |
| HK   | Four Star Air Cargo                              | Puerto Rico                                        | Betrieb 2009 eingestellt |
| HK   | Hamburg Airways                                  | Deutschland                                        | Betrieb 2014 eingestellt |
| HK   | Skippers Aviation                                | Australien                                         | |
| HK   | Yangon Airways                                   | Myanmar                                            | neuer Code: YH |
| HL   | Holiday Express                                  | Deutschland                                        | 1988 integriert in Hamburg Airlines |
| HM   | Air Seychelles                                   | Seychellen                                         | |
| HN   | Heston Airlines                                  | Litauen                                            | |
| HN   | HeavyLift Cargo Airlines                         | Australien                                         | Code wird nicht mehr genutzt |
| HN   | Proteus Helicopters                              | Frankreich                                         | Betrieb 2009 eingestellt |
| HN   | NLM City Hopper                                  | Niederlande                                        | 1991 aufgegangen in KLM Cityhopper |
| HO   | Antinea Airlines                                 | Algerien                                           | 2001 in Khalifa Airways aufgegangen |
| HO   | Juneyao Airlines                                 | China                                              | |
| HP   | Amapola Flyg                                     | Schweden                                           | |
| HP   | America West Airlines                            | USA                                                | 2006 mit US Airways fusioniert |
| HQ   | Thomas Cook Belgium Airlines                     | Belgien                                            | |
| HR   | Hahn Air Lines                                   | Deutschland                                        | |
| HT   | Hellenic Imperial Airways                        | Griechenland                                       | Betrieb 2012 eingestellt |
| HT   | Ningxia Cargo Airlines                           | China                                              | |
| HT   | Royal Airways                                    | Indien                                             | 2005 umfirmiert zu SpiceJet |
| HU   | Hainan Airlines                                  | China                                              | |
| HV   | Transavia Airlines                               | Niederlande                                        | |
| HW   | Hello                                            | Schweiz                                            | Betrieb 2012 eingestellt |
| HW   | FlyErbil                                         | Autonome Region Kurdistan                          | |
| HW   | Holiday Airlines                                 | Türkei                                             | Betrieb 1996 eingestellt |
| HW   | North-Wright Airways                             | Kanada                                             | |
| HX   | Trans North Aviation                             | USA                                                | Code wird nicht mehr genutzt |
| HX   | Hong Kong Airlines                               | China                                              | |
| HY   | Uzbekistan Airways                               | Usbekistan                                         | |
| HZ   | Aurora Airlines                                  | Russland                                           | |
| HZ   | SAT Airlines                                     | Russland                                           | 2013 aufgegangen in Aurora Airlines |
| I2   | Iberia Express                                   | Spanien                                            | |
| I4   | I-Fly                                            | Russland                                           | |
| I4   | Island Air Express                               | USA                                                | |
| I5   | AirAsia India                                    | Indien                                             | |
| I7   | Inter Îles Air                                   | Komoren                                            | |
| I8   | Izhavia                                          | Russland                                           | |
| I9   | Air Italy (2005)                                 | Italien                                            | 2013 von Meridiana übernommen; Betrieb 2020 eingestellt |
| IA   | Iraqi Airways                                    | Irak                                               | Code wird nicht mehr genutzt |
| IB   | Iberia                                           | Spanien                                            | |
| IC   | Indian Airlines                                  | Indien                                             | 2011 in Air India aufgegangen |
| ID   | Air Normandie                                    | Frankreich                                         | Code wird nicht mehr genutzt |
| ID   | Batik Air                                        | Indonesien                                         | |
| IE   | Solomon Airlines                                 | Salomonen                                          | |
| IF   | Contract Air Cargo                               | USA                                                | |
| IF   | Fly Baghdad Airlines                             | Irak                                               | |
| IF   | Islas Airways                                    | Spanien                                            | Betrieb 2012 eingestellt |
| IF   | Italy First                                      | Italien                                            | Betrieb 2005 eingestellt |
| IF   | Interflug                                        | DDR                                                | Betrieb 1991 eingestellt |
| IG   | Alisarda                                         | Italien                                            | 1991 umfirmiert zu Meridiana |
| IG   | Meridiana                                        | Italien                                            | |
| IH   | Aerolinee Itavia                                 | Italien                                            | Betrieb 1980 eingestellt |
| IH   | Falcon Air                                       | Schweden                                           | Betrieb 2006 eingestellt |
| IJ   | Air Liberté                                      | Frankreich                                         | 2001 umfirmiert zu Air Lib |
| IJ   | Great Wall Airlines                              | China                                              | Betrieb 2011 eingestellt |
| IJ   | Spring Airlines Japan                            | Japan                                              | |
| IK   | Air Kiribati                                     | Kiribati                                           | |
| IK   | IKAR                                             | Russland                                           | 2014 umfirmiert zu Pegas Fly |
| IK   | Pegas Fly                                        | Russland                                           | |
| IK   | Imair Airlines                                   | Aserbaidschan                                      | Betrieb 2009 eingestellt |
| IL   | Istanbul Airlines                                | Türkei                                             | Betrieb 2000 eingestellt |
| IL   | Trigana Air Service                              | Indonesien                                         | |
| IL   | Aircompany ATMA                                  | Kasachstan                                         | |
| IM   | Intensive Air                                    | Südafrika                                          | Betrieb 2002 eingestellt |
| IN   | Macedonian Airlines MAT                          | Mazedonien                                         | Betrieb 2009 eingestellt |
| IN   | NAM Air                                          | Indonesien                                         | |
| IP   | Atyrau Airways                                   | Kasachstan                                         | Betrieb 2010 eingestellt |
| IP   | Inter European Airways                           | Vereinigtes Königreich                             | 1993 in Airtours International aufgegangen |
| IP   | Orbest Orizonia Airlines                         | Spanien                                            | Betrieb 2013 eingestellt |
| IP   | Transportes Aéreos da Índia Portuguesa           | Portugal                                           | Betrieb 1961 eingestellt |
| IQ   | Augsburg Airways                                 | Deutschland                                        | Betrieb 2013 eingestellt |
| IQ   | Qazaq Air                                        | Kasachstan                                         | |
| IR   | Iran Air                                         | Iran                                               | |
| IS   | Island Airlines                                  | USA                                                | Betrieb 2015 eingestellt |
| IS   | Sunways Intersun                                 | Türkei                                             | Betrieb 1997 eingestellt |
| IT   | Air Inter                                        | Frankreich                                         | 1997 integriert in Air France |
| IT   | Kingfisher Airlines                              | Indien                                             | Betrieb 2012 eingestellt |
| IT   | Tigerair Taiwan                                  | Taiwan                                             | |
| IV   | VG Airlines                                      | Belgien                                            | Betrieb 2002 eingestellt |
| IV   | VVB Aviation Malta                               | Malta                                              | |
| IV   | Wind Jet                                         | Italien                                            | Betrieb 2012 eingestellt |
| IW   | Air Lib                                          | Frankreich                                         | Betrieb 2003 eingestellt |
| IW   | AOM French Airlines                              | Frankreich                                         | 2001 aufgegangen in Air Lib |
| IW   | Wings Abadi Airlines                             | Indonesien                                         | |
| IY   | Yemenia                                          | Jemen                                              | |
| IZ   | Arkia Israeli Airlines                           | Israel                                             | |
| J1   | One Jet                                          | USA                                                | |
| J2   | Azerbaijan Airlines                              | Aserbaidschan                                      | |
| J3   | Northwestern Air                                 | Kanada                                             | |
| J4   | Badr Airlines                                    | Sudan                                              | |
| J4   | Buffalo Airways                                  | Kanada                                             | Code wird nicht mehr genutzt |
| J5   | Alaska Seaplane Service                          | USA                                                | |
| J6   | Avcom Commercial Aviation                        | Russland                                           | Betrieb 2000 eingestellt |
| J6   | Jet Ops                                          | Vereinigte Arabische Emirate                       | |
| J6   | Larry’s Flying Service                           | USA                                                | Code wird nicht mehr genutzt |
| J7   | Centre-Avia                                      | Russland                                           | Betrieb 2010 eingestellt |
| J7   | ValuJet                                          | USA                                                | 1997 umfirmiert zu AirTran Airways, neuer Code: FL |
| J8   | Berjaya Air                                      | Malaysia                                           | |
| J9   | Jazeera Airways                                  | Kuwait                                             | |
| JA   | JetSmart                                         | Chile                                              | |
| JA   | Air Bosna                                        | Bosnien-Herzegowina                                | Betrieb 2003 eingestellt, 2005 umfirmiert zu B&H Airlines |
| JA   | B&H Airlines                                     | Bosnien-Herzegowina                                | Betrieb 2015 eingestellt |
| JB   | Helijet International                            | Kanada                                             | Code wird nicht mehr genutzt |
| JC   | Japan Air Commuter                               | Japan                                              | |
| JC   | JAL Express                                      | Japan                                              | Betrieb 2014 eingestellt |
| JD   | Japan Air System                                 | Japan                                              | Betrieb 2002 eingestellt |
| JD   | Beijing Capital Airlines                         | China                                              | |
| JE   | Arab Airways (Jerusalem)                         | Jordanien                                          | 1958 in Air Jordan aufgegangen |
| JE   | Jettainer                                        | Deutschland                                        | keine Fluggesellschaft, Logistikunternehmen |
| JE   | Mango                                            | Südafrika                                          | |
| JE   | Manx Airlines                                    | Isle of Man                                        | Betrieb 2002 eingestellt |
| JF   | Jetairfly                                        | Belgien                                            | neuer Code: TB |
| JF   | LAB Flying Service                               | USA                                                | Betrieb 2008 eingestellt |
| JG   | Jetgo Australia                                  | Australien                                         | |
| JH   | Fuji Dream Airlines                              | Japan                                              | |
| JH   | Harlequin Air                                    | Japan                                              | Betrieb 2005 eingestellt |
| JI   | Jade Cargo International                         | China                                              | Betrieb 2011 eingestellt |
| JI   | Meraj Air                                        | Iran                                               | |
| JJ   | TAM Linhas Aéreas                                | Brasilien                                          | 2016 umfirmiert zu LATAM Brasil |
| JJ   | LATAM Brasil                                     | Brasilien                                          | |
| JK   | Spanair                                          | Spanien                                            | Betrieb 2012 eingestellt |
| JL   | Japan Airlines                                   | Japan                                              | |
| JM   | Air Jamaica                                      | Jamaika                                            | 2011 in Caribbean Airlines aufgegangen |
| JN   | Jordan Airways                                   | Jordanien                                          | Betrieb 1961 eingestellt |
| JN   | Livingston Compagnia Aerea                       | Italien                                            | Betrieb 2014 eingestellt |
| JN   | Rich International Airways                       | USA                                                | Betrieb 1997 eingestellt |
| JN   | XL Airways UK                                    | Vereinigtes Königreich                             | Betrieb 2008 eingestellt |
| JO   | JALways                                          | Japan                                              | Betrieb 2010 eingestellt |
| JP   | Adria Airways                                    | Slowenien                                          | Betrieb 2019 eingestellt |
| JP   | Inex-Adria Aviopromet                            | Jugoslawien                                        | 1986 umfirmiert zu Adria Airways |
| JQ   | Air Jamaica Express                              | Jamaika                                            | Betrieb 2005 eingestellt |
| JQ   | Jetstar Airways                                  | Australien                                         | |
| JQ   | Alba Star                                        | Spanien                                            | neuer Code: AP |
| JR   | Aero California                                  | Mexiko                                             | Betrieb 2008 eingestellt |
| JR   | Joy Air                                          | China                                              | |
| JS   | Air Koryo                                        | Nordkorea                                          | |
| JT   | Lion Air                                         | Indonesien                                         | |
| JT   | Transair                                         | Australien                                         | Betrieb 2006 eingestellt |
| JU   | Air Serbia                                       | Serbien                                            | |
| JU   | JAT Airways                                      | Serbien                                            | 2013 umfirmiert zu Air Serbia |
| JU   | Jugoslovenski Aerotransport                      | Jugoslawien                                        | 2003 umfirmiert zu JAT Airways |
| JV   | Bearskin Airlines                                | Kanada                                             | |
| JW   | Arrow Air                                        | USA                                                | Betrieb 2010 eingestellt |
| JW   | Skippers Aviation                                | Australien                                         | Code wird nicht mehr genutzt |
| JW   | Vanilla Air                                      | Japan                                              | |
| JX   | DAC Aviation                                     | Kenia                                              | |
| JX   | Nice Helicopters                                 | Frankreich                                         | Code wird nicht mehr genutzt |
| JY   | Inter Caribbean Airways                          | Turks- und Caicosinseln                            | |
| JZ   | Skyways Express                                  | Schweden                                           | Betrieb 2012 eingestellt |
| K1   | Topas                                            | Südkorea                                           | keine Fluggesellschaft, Reservierungssysteme |
| K2   | EuroLOT                                          | Polen                                              | Betrieb 2015 eingestellt |
| K3   | SAC                                              | Kenia                                              | |
| K3   | Taquan Air                                       | USA                                                | |
| K4   | Kalitta Air                                      | USA                                                | |
| K5   | SeaPort Airlines                                 | USA                                                | |
| K5   | Wings of Alaska                                  | USA                                                | 2015 in SeaPort Airlines aufgegangen |
| K6   | Cambodia Angkor Air                              | Kambodscha                                         | |
| K6   | Khalifa Airways                                  | Algerien                                           | Betrieb 2003 eingestellt |
| K7   | Air KBZ                                          | Myanmar                                            | |
| K7   | Sakha Avia                                       | Russland                                           | 2002 umfirmiert zu Yakutia Airlines |
| K8   | InterJet West                                    | USA                                                | |
| K8   | Kan Air                                          | Thailand                                           | |
| K8   | Zambia Skyways                                   | Sambia                                             | Betrieb 2010 eingestellt |
| K9   | Kalitta Charters                                 | USA                                                | |
| K9   | Krylo Aviakompania                               | Russland                                           | Betrieb 2006 eingestellt |
| K9   | Skyward Aviation                                 | Kanada                                             | Betrieb 2005 eingestellt |
| KA   | Cathay Dragon                                    | Hongkong                                           | |
| KB   | Drukair                                          | Bhutan                                             | |
| KC   | Air Astana                                       | Kasachstan                                         | |
| KC   | Conair of Scandinavia                            | Dänemark                                           | Betrieb 1993 eingestellt |
| KD   | Kal Star Aviation                                | Indonesien                                         | |
| KD   | KD Avia                                          | Russland                                           | Betrieb 2009 eingestellt |
| KD   | Kendell Airlines                                 | Australien                                         | Betrieb 2001 eingestellt |
| KD   | Regional Express Airlines                        | Australien                                         | neuer Code: ZL |
| KD   | Western Global Airlines                          | USA                                                | |
| KE   | Korean Air                                       | Südkorea                                           | |
| KF   | Air Belgium (2016)                               | Belgien                                            | |
| KF   | Air Botnia                                       | Finnland                                           | 2004 umfirmiert zu Blue1 |
| KF   | Blue1                                            | Finnland                                           | |
| KG   | Caledonian Airways                               | Vereinigtes Königreich                             | 2000 integriert in JMC Airlines |
| KG   | Key Lime Air                                     | USA                                                | |
| KG   | Línea Aérea IAACA (LAI)                          | Venezuela                                          | Betrieb 2006 eingestellt |
| KG   | Orion Airways                                    | Vereinigtes Königreich                             | 1989 aufgegangen in Britannia Airways |
| KH   | Aloha Air Cargo                                  | USA                                                | |
| KI   | Adam Air                                         | Indonesien                                         | Betrieb 2008 eingestellt |
| KI   | Contact Air                                      | Deutschland                                        | Betrieb 2012 eingestellt |
| KI   | KrasAvia                                         | Russland                                           | |
| KJ   | Air Incheon                                      | Südkorea                                           | |
| KJ   | British Mediterranean Airways                    | Vereinigtes Königreich                             | 2007 integriert in British Midland Airways / bmi |
| KJ   | Sultan Air                                       | Türkei                                             | Betrieb 1993 eingestellt |
| KK   | AtlasGlobal                                      | Türkei                                             | Betrieb 2020 eingestellt |
| KL   | KLM – Royal Dutch Airlines                       | Niederlande                                        | |
| KM   | Air Malta                                        | Malta                                              | |
| KN   | China United Airlines                            | China                                              | |
| KN   | Maroomba Airlines                                | Australien                                         | Code wird nicht mehr genutzt |
| KN   | Moris Air                                        | USA                                                | 1995 aufgegangen in Southwest Airlines |
| KO   | Alaska Central Express                           | USA                                                | |
| KO   | Khors Air Company                                | Ukraine                                            | Code wird nicht mehr genutzt |
| KO   | Komiaviatrans                                    | Russland                                           | |
| KP   | Asky Airlines                                    | Togo                                               | |
| KQ   | Kenya Airways                                    | Kenia                                              | |
| KR   | Air Bishkek                                      | Kirgisistan                                        | |
| KR   | Karair                                           | Finnland                                           | 1996 integriert in Finnair |
| KR   | Kitty Hawk Air Cargo                             | USA                                                | Betrieb 2008 eingestellt |
| KS   | Penair                                           | USA                                                | |
| KT   | Kampuchea Airlines                               | Kambodscha                                         | Betrieb 2004 eingestellt |
| KU   | Kuwait Airways                                   | Kuwait                                             | |
| KV   | Kavminvodyavia (KMV)                             | Russland                                           | Betrieb 2011 eingestellt |
| KW   | Kelowna Flightcraft                              | Kanada                                             | umfirmiert zu KF Cargo |
| KW   | KAS Air Company                                  | Kirgisistan                                        | Code nicht mehr genutzt |
| KX   | Cayman Airways                                   | Kaimaninseln                                       | |
| KY   | Air São Tomé and Príncipe                        | Sao Tomé & Principe                                | Betrieb 2006 eingestellt |
| KY   | Kunming Airlines                                 | China                                              | |
| KZ   | Nippon Cargo Airlines                            | Japan                                              | |
| L1   | Airlliance                                       | USA                                                | |
| L1   | Lufthansa Systems                                | Deutschland                                        | neuer Code: S1 |
| L2   | Lynden Air Cargo                                 | USA                                                | |
| L3   | DHL de Guatemala                                 | Guatemala                                          | |
| L4   | Lauda Air Italia                                 | Italien                                            | 2003 aufgegangen in Livingston Energy Flight |
| L5   | Atlantique Air Assistance                        | Frankreich                                         | |
| L5   | CHC Helicopter Service                           | Norwegen                                           | Code wird nicht mehr genutzt |
| L6   | Mauritania Airlines International                | Mauretanien                                        | |
| L7   | LAN Cargo Colombia                               | Kolumbien                                          | |
| L7   | Laoag International Airlines                     | Philippinen                                        | Betrieb 2002 eingestellt |
| L8   | Afric Aviation                                   | Gabun                                              | |
| L9   | Compagnie Aérienne du Mali                       | Mali                                               | 2009 umfirmiert zu Air Mali |
| L9   | Air Mali (2009)                                  | Mali                                               | Betrieb 2012 eingestellt |
| L9   | Bristow US                                       | USA                                                | |
| L9   | Belle Air Europe                                 | Italien                                            | Betrieb 2013 eingestellt |
| LA   | LAN Airlines                                     | Chile                                              | |
| LA   | Lan Chile                                        | Chile                                              | umfirmiert zu LAN Airlines |
| LB   | Air Costa                                        | Indien                                             | |
| LB   | Lloyd Aéreo Boliviano                            | Bolivien                                           | Betrieb 2010 eingestellt |
| LC   | Varig Log                                        | Brasilien                                          | Betrieb 2012 eingestellt |
| LC   | Equatorial Congo Airlines                        | Kongo                                              | |
| LD   | Air Hong Kong                                    | Hong Kong                                          | |
| LD   | Línea Turística Aereotuy                         | Venezuela                                          | Code wird nicht mehr genutzt |
| LE   | Helgoland Airlines                               | Deutschland                                        | Betrieb 2003 eingestellt |
| LF   | Corporate Flight Management                      | USA                                                | |
| LF   | Linair                                           | Ungarn                                             | Betrieb 2003 eingestellt |
| LF   | Linjeflyg                                        | Schweden                                           | 1993 aufgegangen in Scandinavian Airlines |
| LG   | Luxair                                           | Luxemburg                                          | |
| LH   | Lufthansa                                        | Deutschland                                        | |
| LH   | Lufthansa Cargo                                  | Deutschland                                        | |
| LH   | Lufthansa Italia                                 | Italien                                            | Betrieb 2011 eingestellt |
| LI   | LIAT                                             | Antigua und Barbuda                                | |
| LI   | ETF Airways                                      | Kroatien                                           | |
| LJ   | Jin Air                                          | Südkorea                                           | |
| LJ   | Sierra National Airlines                         | Sierra Leone                                       | Betrieb 2005 eingestellt |
| LK   | Air Luxor                                        | Portugal                                           | Betrieb 2006 eingestellt |
| LL   | Líneas Aéreas Allegro                            | Mexiko                                             | Betrieb 2004 eingestellt |
| LL   | Miami Air International                          | USA                                                | Betrieb 2020 eingestellt |
| LM   | Air ALM                                          | Niederländische Antillen                           | Betrieb 2002 eingestellt |
| LM   | Livingston Energy Flight                         | Italien                                            | Betrieb 2010 eingestellt |
| LM   | Loganair                                         | Vereinigtes Königreich                             | |
| LN   | Libyan Airlines                                  | Libyen                                             | |
| LN   | Libyan Arab Airlines                             | Libyen                                             | umfirmiert zu Libyan Airlines |
| LO   | LOT Polish Airlines / Polskie Linie Lotnicze     | Polen                                              | |
| LP   | LAN Perú                                         | Perú                                               | |
| LR   | Avianca Costa Rica                               | Costa Rica                                         | |
| LR   | Lacsa                                            | Costa Rica                                         | umfirmiert in Avianca Costa Rica |
| LS   | Channel Express                                  | Vereinigtes Königreich                             | 2006 aufgegangen in Jet2.com |
| LS   | Iliamna Air Taxi                                 | USA                                                | Code wird nicht mehr genutzt |
| LS   | Jet2.com                                         | Vereinigtes Königreich                             | |
| LT   | Air Lituanica                                    | Litauen                                            | Betrieb 2015 eingestellt |
| LT   | LTU                                              | Deutschland                                        | integriert in Air Berlin |
| LU   | LAN Express                                      | Chile                                              | |
| LV   | Albanian Airlines                                | Albanien                                           | Betrieb 2011 eingestellt |
| LV   | Latavio                                          | Estland                                            | Betrieb 1996 eingestellt |
| LV   | Mega Maldives Airlines                           | Malediven                                          | |
| LW   | Pacific Wings                                    | USA                                                | Betrieb 2013 eingestellt |
| LX   | Crossair                                         | Schweiz                                            | 2002 umfirmiert zu Swiss International Air Lines |
| LX   | Swiss International Air Lines                    | Schweiz                                            | |
| LY   | El Al                                            | Israel                                             | |
| LZ   | Balkan Bulgarian Airlines                        | Bulgarien                                          | Betrieb 2002 eingestellt |
| LZ   | Belle Air                                        | Albanien                                           | Betrieb 2013 eingestellt |
| LZ   | Swiss Global Air Lines                           | Schweiz                                            | Früher Swiss European Air Lines, 2018 fusioniert mit LX |
| M0   | Aero Mongolia                                    | Mongolei                                           | |
| M2   | Mahfooz Aviation                                 | Gambia                                             | Code wird nicht mehr genutzt |
| M2   | MHS Aviation                                     | Deutschland                                        | |
| M2   | Millon Express                                   | USA                                                | |
| M3   | North Flying                                     | Dänemark                                           | |
| M3   | TAM Cargo                                        | Brasilien                                          | |
| M4   | Avioimpex                                        | Mazedonien                                         | Betrieb 2002 eingestellt |
| M4   | Mistral Air                                      | Italien                                            | umfirmiert zu Poste Air Cargo |
| M4   | Poste Air Cargo                                  | Italien                                            | |
| M5   | Kenmore Air                                      | USA                                                | |
| M6   | Amerijet International                           | USA                                                | |
| M7   | MAS Air Cargo                                    | Mexiko                                             | |
| M7   | Superior Aviation Services                       | Kenia                                              | Code wird nicht mehr genutzt |
| M8   | Med Airlines                                     | Italien                                            | Betrieb 2001 eingestellt |
| M8   | Moscow Airways                                   | Russland                                           | Betrieb 1996 eingestellt |
| M8   | Skyjet Airlines                                  | Philippinen                                        | |
| M8   | Trans Maldivian Airways                          | Malediven                                          | Code wird nicht mehr genutzt |
| M9   | ModiLuft                                         | Indien                                             | Betrieb 1996 eingestellt |
| M9   | Motor Sich Airlines                              | Ukraine                                            | |
| MA   | Malév                                            | Ungarn                                             | Betrieb 2012 eingestellt |
| MB   | Execaire                                         | Kanada                                             | Code wird nicht mehr genutzt |
| MB   | MNG Airlines                                     | Türkei                                             | |
| MC   | Air Mobility Command                             | USA                                                | keine Fluggesellschaft |
| MD   | Madagascar Airlines                              | Madagaskar                                         | |
| ME   | Middle East Airlines (MEA)                       | Libanon                                            | |
| MF   | Xiamen Airlines                                  | China                                              | |
| MG   | Champion Air                                     | USA                                                | Betrieb 2008 eingestellt |
| MG   | Miami Air Lease                                  | USA                                                | |
| MH   | Malaysia Airlines                                | Malaysia                                           | |
| MI   | Silk Air                                         | Singapur                                           | |
| MI   | Freebird Airlines Europe                         | Malta                                              | |
| MJ   | LAPA                                             | Argentinien                                        | Betrieb 2003 eingestellt |
| MJ   | Mihin Lanka                                      | Sri Lanka                                          | Betrieb 2016 eingestellt |
| MJ   | MyWay Airlines                                   | Georgien                                           | |
| MK   | Air Mauritius                                    | Mauritius                                          | |
| ML   | Air Méditerranée                                 | Frankreich                                         | Betrieb 2016 eingestellt |
| ML   | Midway Airlines                                  | USA                                                | Betrieb 1991 eingestellt |
| ML   | Olympic Aviation                                 | Griechenland                                       | Betrieb 2003 eingestellt |
| MM   | EuroAtlantic Airways                             | Portugal                                           | neuer Code: YU |
| MM   | Peach Aviation                                   | Japan                                              | |
| MM   | SAM Colombia                                     | Kolumbien                                          | Betrieb 2010 eingestellt |
| MN   | Kulula                                           | Südafrika                                          | |
| MO   | Calm Air                                         | Kanada                                             | |
| MO   | Abu Dhabi Amiri Flight                           | Vereinigte Arabische Emirate                       | Code wird nicht mehr genutzt |
| MP   | Martinair Holland                                | Niederlande                                        | |
| MQ   | Envoy Air                                        | USA                                                | |
| MQ   | American Eagle Airlines                          | USA                                                | 2014 umfirmiert zu Envoy Air |
| MQ   | Simmons Airlines                                 | USA                                                | 1998 aufgegangen in American Eagle Airlines |
| MR   | Air Mauritanie                                   | Mauretanien                                        | Betrieb 2007 eingestellt |
| MR   | Hunnu Air                                        | Mongolei                                           | |
| MS   | Egypt Air                                        | Ägypten                                            | |
| MT   | Flying Colours Airlines                          | Vereinigtes Königreich                             | 2000 aufgegangen in JMC Airlines |
| MT   | JMC Airlines                                     | Vereinigtes Königreich                             | 2008 aufgegangen in Thomas Cook Airlines UK |
| MT   | Thomas Cook Airlines UK                          | Vereinigtes Königreich                             | Code wird nicht mehr genutzt |
| MU   | China Eastern Airlines                           | China                                              | |
| MV   | Manas Air                                        | Kirgisistan                                        | Betrieb 2001 eingestellt |
| MW   | Maya Island Air                                  | Belize                                             | neuer Code: MY |
| MW   | Mokulele Airlines                                | USA                                                | |
| MX   | Mexicana                                         | Mexiko                                             | Betrieb 2010 eingestellt |
| MY   | Air Mali (1960)                                  | Mali                                               | Betrieb 1989 eingestellt |
| MY   | MAS Air Cargo                                    | Mexiko                                             | neuer Code: M7 |
| MY   | Maya Island Air                                  | Belize                                             | |
| MY   | Midwest Airlines                                 | Ägypten                                            | Betrieb 2012 eingestellt |
| MZ   | Amakusa Airlines                                 | Japan                                              | |
| MZ   | Merpati Nusantara Airlines                       | Indonesien                                         | Betrieb 2014 eingestellt |
| N0   | Norse Atlantic Airways                           | Norwegen                                           | |
| N2   | Aerolíneas Internacionales                       | Mexiko                                             | Betrieb 2003 eingestellt |
| N2   | Trans Mediterranean Airways                      | Libanon                                            | Flugbetrieb ruht seit 2014 |
| N3   | Aerolíneas Mas                                   | Dominikanische Republik                            | |
| N3   | Anic Airways                                     | Kroatien                                           | Flugbetrieb 1996 eingestellt |
| N4   | Nordwind Airlines                                | Russland                                           | |
| N5   | Nolinor Aviation                                 | Kanada                                             | |
| N6   | Aero Continente                                  | Perú                                               | 2004 umfirmiert zu Nuevo Continente |
| N6   | Nomad Aviation                                   | Namibia                                            | |
| N6   | Nuevo Continente                                 | Perú                                               | Betrieb 2005 eingestellt |
| N7   | National Airlines                                | USA                                                | Betrieb 2002 eingestellt |
| N7   | My Jet Xpress Airlines                           | Malaysia                                           | |
| N7   | Nordic East Airways                              | Schweden                                           | 1996 umfirmiert zu Nordic European Airlines |
| N7   | Nordic Regional Airlines                         | Finnland                                           | |
| N8   | National Airlines (2007)                         | USA                                                | |
| N8   | Norwegian Air Shuttle                            | Norwegen                                           | neuer Code: DY |
| N9   | Air Åland                                        | Finnland                                           | Betrieb 2012 eingestellt |
| N9   | Kabo Air                                         | Nigeria                                            | Code wird nicht mehr genutzt |
| N9   | Novair                                           | Schweden                                           | |
| NA   | National Airlines                                | USA                                                | 1980 in Pan American World Airways aufgegangen |
| NA   | North American Airlines                          | USA                                                | Betrieb 2014 eingestellt |
| NB   | Skypower Express Airways                         | Nigeria                                            | |
| NB   | Sterling Airlines                                | Dänemark                                           | Betrieb 2008 eingestellt |
| NC   | Cobham                                           | Australien                                         | |
| NC   | National Jet Systems                             | Australien                                         | umfirmiert zu Cobham |
| NC   | North Central Airlines                           | Vereinigte Staaten                                 | 1979 aufgegangen in Republic Airlines |
| NC   | Northern Air Cargo                               | USA                                                | |
| ND   | Airlink                                          | Papua-Neuguinea                                    | Betrieb 2007 eingestellt |
| ND   | FMI Air                                          | Myanmar                                            | |
| ND   | Nordair                                          | Kanada                                             | 1987 aufgegangen in Canadian Airlines International |
| ND   | Sky Wings                                        | Griechenland                                       | Betrieb 2012 eingestellt |
| NE   | Nesma Airlines                                   | Ägypten                                            | |
| NE   | Northeast Airlines                               | USA                                                | 1972 aufgegangen in Delta Air Lines |
| NF   | Air Vanuatu                                      | Vanuatu                                            | |
| NG   | Aero Contractors                                 | Nigeria                                            | |
| NG   | Lauda Air                                        | Österreich                                         | Betrieb 2013 eingestellt |
| NH   | All Nippon Airways                               | Japan                                              | |
| NI   | Portugália Airlines                              | Portugal                                           | |
| NJ   | Vanguard Airlines                                | USA                                                | Betrieb 2002 eingestellt |
| NK   | Spirit Airlines                                  | USA                                                | |
| NL   | Shaheen Air International                        | Pakistan                                           | |
| NM   | Air Madrid                                       | Spanien                                            | Betrieb 2006 eingestellt |
| NN   | VIM Airlines                                     | Russland                                           | |
| NO   | Neos                                             | Italien                                            | |
| NO   | Niger Air Cargo                                  | Niger                                              | |
| NP   | Heavylift Cargo Airlines                         | Vereinigtes Königreich                             | Betrieb 2006 eingestellt |
| NP   | Nile Air                                         | Ägypten                                            | |
| NP   | Skytrans Airlines                                | Australien                                         | Code wird nicht mehr genutzt |
| NQ   | Air Japan                                        | Japan                                              | |
| NR   | Pamir Airways                                    | Afghanistan                                        | Betrieb 2011 eingestellt |
| NS   | Eurowings                                        | Deutschland                                        | neuer Code: EW |
| NS   | Hebei Airlines                                   | China                                              | |
| NS   | Northeast Airlines                               | China                                              | 2010 aufgegangen in Hebei Airlines |
| NS   | Northeast Airlines                               | Vereinigtes Königreich                             | 1976 mit British Airways fusioniert |
| NS   | Nürnberger Flugdienst                            | Deutschland                                        | umfirmiert zu Eurowings |
| NT   | Binter Canarias                                  | Spanien                                            | |
| NU   | Aero Contractors                                 | Nigeria                                            | neuer Code: NG |
| NU   | Japan Transocean Air                             | Japan                                              | |
| NV   | Air Central                                      | Japan                                              | Betrieb 2010 eingestellt |
| NV   | Northern Executive Aviation                      | Vereinigtes Königreich                             | Betrieb 2005 eingestellt |
| NW   | Northwest Airlines / Northwest Orient Airlines   | USA                                                | 2010 aufgegangen in Delta Air Lines |
| NX   | Air Macau                                        | Macau                                              | |
| NY   | Air Iceland                                      | Island                                             | |
| NY   | New York Air                                     | USA                                                | 1987 aufgegangen in Continental Airlines |
| NZ   | Air New Zealand                                  | Neuseeland                                         | |
| O2   | OLT Express Regional                             | Polen                                              | Betrieb 2012 eingestellt |
| O3   | Orange Air                                       | USA                                                | |
| O3   | SF Airlines                                      | China                                              | |
| O4   | Antrak Air                                       | Ghana                                              | Code wird nicht mehr genutzt |
| O6   | Avianca Brazil                                   | Brasilien                                          | Betrieb 2019 eingestellt |
| O6   | OceanAir                                         | Brasilien                                          | umfirmiert zu Avianca Brazil |
| O7   | Orenburzhye                                      | Russland                                           | |
| O8   | Oasis Hong Kong Airlines                         | Hongkong                                           | Betrieb 2008 eingestellt |
| O8   | Siam Air Transport                               | Thailand                                           | |
| O9   | Nova Airways                                     | Sudan                                              | |
| OA   | Olympic Air                                      | Griechenland                                       | |
| OA   | Olympic Airlines                                 | Griechenland                                       | Nachfolgerin von Olympic Airways, Betrieb 2009 eingestellt                                                                                                   |
| OA   | Olympic Airways                                  | Griechenland                                       | Betrieb 2003 eingestellt |
| OB   | Boliviana de Aviación                            | Bolivien                                           | |
| OC   | Air California (Air Cal)                         | USA                                                | 1987 integriert in American Airlines |
| OC   | Omni Aviation                                    | Portugal                                           | Code wird nicht mehr genutzt |
| OC   | Oriental Air Bridge                              | Japan                                              | |
| OD   | Malindo Air                                      | Malaysia                                           | |
| OE   | Laudamotion                                      | Österreich                                         | Code wurde am 8. Februar 2018 zugewiesen |
| OF   | Air Finland                                      | Finnland                                           | Betrieb 2012 eingestellt |
| OH   | Comair                                           | USA                                                | Betrieb 2012 eingestellt |
| OH   | PSA Airlines                                     | USA                                                | |
| OI   | Aspiring Air                                     | Neuseeland                                         | Code wird nicht mehr genutzt |
| OI   | Hinterland Aviation                              | Australien                                         | |
| OJ   | Fly Jamaica Airways                              | Jamaika                                            | Betrieb 2019 eingestellt |
| OK   | CSA Czech Airlines                               | Tschechien                                         | Betrieb 2024 eingestellt, Flotte in Smartwings überführt |
| OL   | Polynesian Airlines                              | Samoa                                              | 2017 umfirmiert zu Samoa Airways |
| OL   | Samoa Airways                                    | Samoa                                              | |
| OM   | MIAT Mongolian Airlines                          | Mongolei                                           | |
| ON   | Air Nauru                                        | Nauru                                              | 2006 umfirmiert zu Our Airline |
| ON   | Nauru Airlines                                   | Nauru                                              | |
| ON   | Our Airline                                      | Nauru                                              | 2014 umfirmiert Nauru Airlines |
| OO   | SkyWest Airlines                                 | USA                                                | |
| OP   | Air Panama Internacional                         | Panama                                             | Betrieb 1990 eingestellt |
| OP   | Air Pegasus                                      | Indien                                             | |
| OP   | Chalk's Ocean Airways                            | USA                                                | Betrieb 2007 eingestellt |
| OQ   | Chongqing Airlines                               | China                                              | |
| OQ   | Sunrise Airlines                                 | USA                                                | Betrieb 2000 eingestellt |
| OR   | TUI Airlines Nederland                           | Niederlande                                        | |
| OS   | Austrian Airlines                                | Österreich                                         | |
| OT   | Aeropelican Air Services                         | Australien                                         | Betrieb 2013 eingestellt |
| OU   | Croatia Airlines                                 | Kroatien                                           | |
| OV   | Aéromaritime International                       | Frankreich                                         | 1991 aufgegangen in Air France |
| OV   | Estonian Air                                     | Estland                                            | Betrieb 2015 eingestellt |
| OW   | Executive Airlines                               | USA                                                | Betrieb 2013 eingestellt |
| OX   | Orient Thai Airlines                             | Thailand                                           | |
| OY   | Andes Líneas Aéreas                              | Argentinien                                        | |
| OY   | Omni Air International                           | USA                                                | |
| OZ   | Asiana Airlines                                  | Südkorea                                           | |
| P0   | Proflight Zambia                                 | Sambia                                             | |
| P1   | Aviation Technologies                            | USA                                                | keine Fluggesellschaft |
| P2   | AirKenya Express                                 | Kenia                                              | |
| P2   | Tyumenaviatrans Aviation                         | Russland                                           | 2003 umfirmiert zu UTair |
| P2   | UTair                                            | Russland                                           | neuer Code: UT |
| P3   | CargoLogicAir                                    | Vereinigtes Königreich                             | |
| P3   | Premier Trans Aire                               | USA                                                | Code wird nicht mehr genutzt |
| P4   | Aerolíneas Sosa                                  | Honduras                                           | Code wird nicht mehr genutzt |
| P5   | AeroRepública                                    | Kolumbien                                          | 2006 umfirmiert zu Copa Airlines Colombia |
| P5   | Copa Airlines Colombia                           | Kolumbien                                          | |
| P6   | Pascan Aviation                                  | Kanada                                             | |
| P6   | Privilege Style                                  | Spanien                                            | |
| P6   | Transair                                         | USA                                                | Code wird nicht mehr genutzt |
| P7   | East Line Airlines                               | Russland                                           | 2004 umfirmiert zu Russian Sky Airlines |
| P7   | Russian Sky Airlines                             | Russland                                           | 2005 aufgegangen in VIM Airlines |
| P7   | Small Planet Airlines (Italien)                  | Italien                                            | Flugbetrieb 2014 eingestellt |
| P7   | Small Planet Airlines (Polen)                    | Polen                                              | |
| P8   | Air Mekong                                       | Vietnam                                            | Betrieb 2013 eingestellt |
| P9   | Asia Pacific Airlines                            | USA                                                | |
| P9   | Peruvian Airlines                                | Peru                                               | |
| P9   | Pro Air                                          | USA                                                | neuer Code: XL |
| PA   | Airblue                                          | Pakistan                                           | |
| PA   | Pan American World Airways (Pan Am)              | USA                                                | Betrieb eingestellt 1991 |
| PB   | Panair do Brasil                                 | Brasilien                                          | Betrieb 1965 eingestellt |
| PB   | Provincial Airlines                              | Kanada                                             | |
| PC   | Air Fiji                                         | Fidschi                                            | Betrieb eingestellt 2009 |
| PC   | Continental Airways                              | Russland                                           | Betrieb eingestellt 2007 |
| PC   | Envirotainer                                     | Schweden                                           | keine Fluggesellschaft, Hersteller von Kühlcontainern |
| PC   | Pacific Air Lines                                | USA                                                | 1968 aufgegangen in Air West |
| PC   | Pegasus Airlines                                 | Türkei                                             | |
| PD   | Porter Airlines                                  | Kanada                                             | |
| PE   | Pacific Air Express                              | Australien                                         | |
| PE   | People Express                                   | USA                                                | 1987 aufgegangen in Continental Airlines |
| PE   | People’s                                         | Österreich                                         | |
| PF   | Palestinian Airlines                             | Palästina                                          | Code wird nicht mehr genutzt |
| PF   | Primera Air Scandinavia                          | Dänemark                                           | |
| PG   | Bangkok Airways                                  | Thailand                                           | |
| PH   | Phoenix Air                                      | USA                                                | |
| PH   | Polynesian Airlines                              | Samoa                                              | neuer Code: OL |
| PI   | Pacific Sun                                      | Fidschi                                            | 2014 umfirmiert zu Fiji Link, neuer Code: FJ |
| PI   | Piedmont Airlines (1948)                         | USA                                                | 1989 aufgegangen in USAir |
| PI   | Sunflower Airlines                               | Fidschi                                            | 2007 umfirmiert zu Pacific Sun |
| PJ   | Air St. Pierre                                   | Frankreich                                         | |
| PK   | Pakistan International Airlines                  | Pakistan                                           | |
| PL   | Aeroperú                                         | Peru                                               | Betrieb 1999 eingestellt |
| PL   | Southern Air Charter                             | Bahamas                                            | |
| PM   | Canary Fly                                       | Spanien                                            | |
| PM   | Prescott Support                                 | USA                                                | keine Fluggesellschaft, Logistikunternehmen |
| PM   | Tropic Air                                       | Belize                                             | neuer Code: 9N |
| PN   | China West Air                                   | China                                              | |
| PO   | Polar Air Cargo                                  | USA                                                | |
| PP   | Jet Aviation Business Jets                       | Schweiz                                            | |
| PQ   | AirAsia Philippines                              | Philippinen                                        | Betrieb 2015 eingestellt |
| PQ   | SkyUp Airlines                                   | Ukraine                                            | |
| PR   | Philippine Airlines                              | Philippinen                                        | |
| PS   | Pacific Southwest Airlines (PSA)                 | USA                                                | 1988 aufgegangen in USAir |
| PS   | Ukraine International Airlines                   | Ukraine                                            | |
| PT   | Piedmont Airlines (1993)                         | USA                                                | |
| PT   | West Atlantic Sweden                             | Schweden                                           | Code wird nicht mehr genutzt |
| PU   | PLUNA                                            | Uruguay                                            | Betrieb 2012 eingestellt |
| PU   | Plus Ultra Líneas Aéreas                         | Spanien                                            | |
| PV   | Eastern Provincial Airways                       | Kanada                                             | 1986 aufgegangen in CP Air |
| PV   | PrivatAir                                        | Schweiz                                            | |
| PV   | Saint Barth Commuter                             | Frankreich                                         | |
| PW   | German Wings                                     | Deutschland                                        | Betrieb 1990 eingestellt |
| PW   | Pacific Western Airlines (PWA)                   | Kanada                                             | 1987 aufgegangen in Canadian Airlines International |
| PW   | Precision Air                                    | Tansania                                           | |
| PX   | Air Niugini                                      | Papua-Neuguinea                                    | |
| PY   | Surinam Airways                                  | Surinam                                            | |
| PZ   | TAM Airlines                                     | Paraguay                                           | |
| Q1   | Sqiva Sistem                                     | Indonesien                                         | keine Fluggesellschaft, Reservierungssysteme |
| Q2   | Maldivian                                        | Malediven                                          | |
| Q3   | Zambian Airways                                  | Sambia                                             | Betrieb 2009 eingestellt |
| Q5   | 40-Mile Air                                      | USA                                                | |
| Q6   | Aero Cóndor Perú                                 | Peru                                               | Code wird nicht mehr genutzt |
| Q7   | SkyBahamas Airlines                              | Bahamas                                            | |
| Q7   | Sobelair                                         | Belgien                                            | Betrieb 2004 eingestellt |
| Q8   | Trans Air Congo                                  | Kongo                                              | |
| Q9   | Minerva Airlines                                 | Italien                                            | |
| QA   | Aerocaribe                                       | Mexiko                                             | 2005 umfirmiert zu Click Mexicana |
| QA   | Cimber                                           | Dänemark                                           | |
| QA   | Click Mexicana                                   | Mexiko                                             | 2008 umfirmiert zu MexicanaClick |
| QA   | MexicanaClick                                    | Mexiko                                             | Betrieb 2010 eingestellt |
| QB   | Air Alma                                         | Kanada                                             | Betrieb 2001 eingestellt |
| QB   | Qeshm Air                                        | Iran                                               | |
| QB   | Quebecair                                        | Kanada                                             | 1987 in Inter-Canadian aufgegangen |
| QC   | Air Congo                                        | Zaire                                              | 1971 umfirmiert zu Air Zaïre |
| QC   | Air Zaire                                        | Zaire                                              | Betrieb 1995 eingestellt |
| QC   | Aviation Quebec Labrador                         | Kanada                                             | Betrieb 2001 eingestellt |
| QC   | Camair-Co                                        | Kamerun                                            | |
| QD   | Transbrasil                                      | Brasilien                                          | Code QD verwendet bis 1982 (danach TR) |
| QE   | Crossair Europe                                  | Frankreich                                         | Betrieb 2005 eingestellt |
| QF   | JetConnect                                       | Neuseeland                                         | |
| QF   | Qantas Airways                                   | Australien                                         | |
| QG   | Citilink                                         | Indonesien                                         | |
| QG   | Delta Air Transport                              | Belgien                                            | 2002 umfirmiert zu SN Brussels Airlines |
| QG   | Dynamic Airlines                                 | Niederlande                                        | Code wird nicht mehr genutzt |
| QH   | Air Florida                                      | USA                                                | Betrieb 1984 eingestellt |
| QH   | Air Kyrgyzstan                                   | Kirgisistan                                        | |
| QH   | Pel-Air                                          | Australien                                         | Code wird nicht mehr genutzt |
| QH   | Bamboo Airways                                   | Vietnam                                            | |
| QI   | Cimber Air                                       | Dänemark                                           | 2008 umfirmiert zu Cimber Sterling |
| QI   | Cimber Sterling                                  | Dänemark                                           | Betrieb 2012 eingestellt |
| QJ   | Jetways Airways                                  | USA                                                | |
| QJ   | Latpass Airlines                                 | Lettland                                           | Betrieb 2004 eingestellt |
| QJ   | Paramount Airways                                | Vereinigtes Königreich                             | Betrieb 1989 eingestellt |
| QK   | Aéromaritime                                     | Frankreich                                         | 1990 umfirmiert zu Aéromaritime International |
| QK   | Jazz Aviation                                    | Kanada                                             | |
| QL   | LASER Airlines                                   | Venezuela                                          | |
| QL   | Lesotho Airways                                  | Lesotho                                            | Betrieb 1997 eingestellt |
| QM   | Air Malawi                                       | Malawi                                             | Betrieb 2013 eingestellt |
| QM   | Monacair                                         | Monaco                                             | |
| QN   | Air Armenia                                      | Armenien                                           | Betrieb 2014 eingestellt |
| QN   | Royal Aviation                                   | Kanada                                             | 2001 aufgegangen in Canada 3000 |
| QO   | Aeromexpress                                     | Mexiko                                             | Betrieb 2004 eingestellt |
| QO   | Origin Pacific Airways                           | Neuseeland                                         | Betrieb 2006 eingestellt |
| QO   | Quikjet Cargo Airlines                           | Indien                                             | |
| QP   | Airkenya                                         | Kenia                                              | 2007 umfirmiert zu AirKenya Express, neuer Code: P2 |
| QP   | Regional Air                                     | Kenia                                              | Betrieb 2005 eingestellt |
| QP   | Starlight Airlines                               | Vereinigte Arabische Emirate                       | keine Fluggesellschaft, Frachtvermittler |
| QQ   | Alliance Airlines                                | Australien                                         | |
| QQ   | Reno Air                                         | USA                                                | Betrieb 1999 eingestellt |
| QR   | Qatar Airways                                    | Katar                                              | |
| QS   | Smart Wings                                      | Tschechien                                         | |
| QS   | Travel Service                                   | Tschechien                                         | |
| QT   | Avianca Cargo                                    | Kolumbien                                          | |
| QT   | Regional Air                                     | Papua-Neuguinea                                    | 2005 aufgegangen in Hevilift |
| QT   | Tampa Cargo                                      | Kolumbien                                          | 2013 umfirmiert zu Avianca Cargo |
| QU   | Skyline Express Airlines                         | Ukraine                                            | |
| QU   | Azur Air Ukraine                                 | Ukraine                                            | 2023 umfirmiert zu Skyline Express Airlines |
| QU   | Uganda Airlines                                  | Uganda                                             | Betrieb 2001 eingestellt |
| QU   | UTair Ukraine                                    | Ukraine                                            | 2015 umfirmiert zu Azur Air Ukraine |
| QV   | Lao Airlines                                     | Laos                                               | |
| QV   | Lao Aviation                                     | Laos                                               | 2004 umfirmiert zu Lao Airlines |
| QW   | Qingdao Airlines                                 | China                                              | |
| QW   | Saarland Airlines                                | Deutschland                                        | Betrieb 1993 eingestellt |
| QW   | Turks And Caicos Airways                         | Turks- und Caicosinseln                            | Betrieb 2002 eingestellt |
| QX   | Horizon Air                                      | USA                                                | |
| QY   | European Air Transport                           | Deutschland                                        | |
| QZ   | Indonesia AirAsia                                | Indonesien                                         | |
| R1   | Zapways                                          | USA                                                | keine Fluggesellschaft, Reservierungssystem |
| R2   | Orenburg Airlines                                | Russland                                           | |
| R3   | Yakutia Airlines                                 | Russland                                           | |
| R4   | Rossija                                          | Russland                                           | neuer Code: FV |
| R4   | RUS Aviation                                     | Vereinigte Arabische Emirate                       | |
| R5   | Jordan Aviation                                  | Jordanien                                          | |
| R5   | Malta Air Charter                                | Malta                                              | Betrieb 2004 eingestellt |
| R6   | DAT LT                                           | Litauen                                            | |
| R6   | Air Srpska                                       | Bosnien-Herzegowina                                | Betrieb 2003 eingestellt |
| R7   | Aserca Airlines                                  | Venezuela                                          | |
| R7   | CHEP Aerospace Solutions                         | Schweiz                                            | keine Fluggesellschaft |
| R9   | TAF Linhas Aéreas                                | Brasilien                                          | Betrieb 2010 eingestellt |
| R9   | Village Aviation                                 | USA                                                | Code wird nicht mehr genutzt |
| RA   | Nepal Airlines                                   | Nepal                                              | |
| RB   | Syrian Arab Airlines                             | Syrien                                             | |
| RC   | Atlantic Airways                                 | Färöer                                             | |
| RC   | Republic Airlines                                | USA                                                | 1986 integriert in Northwest Airlines |
| RD   | REDjet                                           | Barbados                                           | Betrieb 2012 eingestellt |
| RD   | Ryan International Airlines                      | USA                                                | Betrieb 2013 eingestellt |
| RE   | Aer Arann                                        | Irland                                             | Betrieb 2014 eingestellt |
| RF   | Florida West International                       | USA                                                | |
| RG   | Rotana Jet                                       | Vereinigte Arabische Emirate                       | |
| RG   | VARIG                                            | Brasilien                                          | Betrieb 2010 eingestellt |
| RH   | Air Rhodesia                                     | Rhodesien                                          | Betrieb 1979 eingestellt |
| RH   | Regionnair                                       | Kanada                                             | Betrieb 2001 eingestellt |
| RH   | Robin Hood Aviation                              | Österreich                                         | Betrieb 2011 eingestellt |
| RI   | Mandala Airlines                                 | Indonesien                                         | Betrieb 2014 eingestellt |
| RJ   | Royal Jordanian (Alia)                           | Jordanien                                          | |
| RK   | Air Afrique                                      | Westafrika                                         | Betrieb 2001 eingestellt |
| RK   | R Airlines                                       | Thailand                                           | Betrieb 2018 eingestellt |
| RL   | Airworld                                         | Vereinigtes Königreich                             | Betrieb 1998 eingestellt |
| RL   | Royal Flight Airlines                            | Russland                                           | |
| RL   | Royal Phnom Penh Airways                         | Kambodscha                                         | Betrieb 2004 eingestellt |
| RM   | Air Moldova International                        | Republik Moldau                                    | Betrieb 2002 eingestellt |
| RN   | Euralair                                         | Frankreich                                         | Betrieb 2003 eingestellt |
| RN   | Rayani Air                                       | Malaysia                                           | |
| RO   | TAROM                                            | Rumänien                                           | |
| RP   | Chautauqua Airlines                              | USA                                                | Betrieb 2014 eingestellt |
| RQ   | Swisswings                                       | Schweiz                                            | Betrieb 2002 eingestellt |
| RQ   | Kam Air                                          | Afghanistan                                        | |
| RR   | Ryanair Sun S.A.                                 | Polen                                              | |
| RR   | Royal Air Force                                  | Vereinigtes Königreich                             | keine Fluggesellschaft |
| RS   | Oman Royal Flight                                | Oman                                               | Code wird nicht mehr genutzt |
| RT   | Airlines of South Australia                      | Australien                                         | Betrieb 2005 eingestellt |
| RT   | Rainbow Airlines                                 | Simbabwe                                           | |
| RU   | AirBridgeCargo                                   | Russland                                           | |
| RV   | Air Canada Rouge                                 | Kanada                                             | |
| RV   | Reeve Aleutian Airways                           | USA                                                | Betrieb 2000 eingestellt |
| RW   | Air West                                         | USA                                                | 1970 umfirmiert zu Hughes Airwest |
| RW   | Hughes Airwest                                   | USA                                                | 1980 integriert in Republic Airlines |
| RW   | Rheinland Air Service                            | Deutschland                                        | Code wird nicht mehr genutzt |
| RX   | Regent Airways                                   | Bangladesch                                        | |
| RY   | European Executive Express                       | Schweden                                           | Betrieb 2005 eingestellt |
| RY   | Jiangxi Air                                      | China                                              | |
| RY   | Royal Air Lao                                    | Laos                                               | Betrieb 1975 eingestellt |
| RY   | Royal Wings                                      | Jordanien                                          | |
| RZ   | Sansa Airlines                                   | Costa Rica                                         | |
| S1   | Lufthansa Systems                                | Deutschland                                        | keine Fluggesellschaft |
| S2   | Air Sahara                                       | Indien                                             | 2007 umfirmiert zu JetLite |
| S2   | JetKonnect                                       | Indien                                             | 2014 aufgegangen in Jet Airways |
| S2   | JetLite                                          | Indien                                             | 2012 aufgegangen in JetKonnect |
| S3   | Santa Barbara Airlines                           | Venezuela                                          | |
| S4   | SATA International                               | Portugal                                           | |
| S5   | Shuttle America                                  | USA                                                | |
| S5   | Small Planet Airlines (Litauen)                  | Litauen                                            | |
| S6   | Sunrise Airways                                  | Haiti                                              | |
| S7   | S7 Airlines                                      | Russland                                           | |
| S7   | Siberia Airlines                                 | Russland                                           | 2006 umfirmiert zu S7 Airlines |
| S8   | Elk Airways                                      | Estland                                            | Betrieb 2001 eingestellt |
| S8   | Sky Capital Airlines                             | Bangladesch                                        | |
| S8   | Sounds Air                                       | Neuseeland                                         | |
| S9   | Silk Road Cargo Business                         | Usbekistan                                         | |
| S9   | Starbow                                          | Ghana                                              | |
| S9   | Transjet Airways                                 | Schweden                                           | Betrieb 2002 eingestellt |
| SA   | South African Airways                            | Südafrika                                          | |
| SB   | Aircalin                                         | New Caledonia                                      | |
| SC   | Cruzeiro do Sul                                  | Brasilien                                          | Betrieb 1993 eingestellt |
| SC   | Shandong Airlines                                | China                                              | |
| SD   | Sudan Airways                                    | Sudan                                              | |
| SE   | Samoa Aviation                                   | Amerikanisch-Samoa                                 | Betrieb 2003 eingestellt |
| SE   | XL Airways France                                | Frankreich                                         | Betrieb 2019 eingestellt |
| SF   | Air Charter                                      | Frankreich                                         | Betrieb 1998 eingestellt |
| SF   | Tassili Airlines                                 | Algerien                                           | |
| SG   | SpiceJet                                         | Indien                                             | |
| SG   | Jetsgo                                           | Kanada                                             | Betrieb 2005 eingestellt |
| SH   | Aeris                                            | Frankreich                                         | Betrieb 2003 eingestellt |
| SH   | Sharp Airlines                                   | Australien                                         | |
| SI   | Blue Islands                                     | Guernsey                                           | |
| SI   | Sierra Pacific Airlines                          | USA                                                | |
| SJ   | Sriwijaya Air                                    | Indonesien                                         | |
| SK   | SAS Scandinavian Airlines                        | Dänemark, Norwegen, Schweden                       | |
| SL   | Air Sylhet                                       | Österreich                                         | Betrieb 2009 eingestellt |
| SL   | Rio Sul                                          | Brasilien                                          | Betrieb 2002 eingestellt |
| SL   | Thai Lion Air                                    | Thailand                                           | |
| SM   | Air Cairo                                        | Ägypten                                            | |
| SM   | Spirit of Manila Airlines                        | Philippinen                                        | Betrieb 2012 eingestellt |
| SM   | Sunworld International Airlines                  | USA                                                | Betrieb 2004 eingestellt |
| SM   | Swedline                                         | Schweden                                           | Betrieb 2006 eingestellt |
| SN   | Brussels Airlines                                | Belgien                                            | |
| SN   | Sabena                                           | Belgien                                            | Betrieb 2001 eingestellt |
| SN   | SN Brussels Airlines                             | Belgien                                            | 2006 umfirmiert zu Brussels Airlines |
| SO   | APEX Airlines                                    | Myanmar                                            | Betrieb 2018 eingestellt |
| SO   | Superior Aviation                                | USA                                                | Code wird nicht mehr genutzt |
| SO   | Swiss World Airways                              | Schweiz                                            | Flog nur vom 10. September bis zum 2. Dezember 1998 |
| SO   | Syphax Airlines                                  | Tunesien                                           | |
| SP   | SATA Air Açores                                  | Portugal                                           | |
| SQ   | Singapore Airlines                               | Singapur                                           | |
| SQ   | Singapore Airlines Cargo                         | Singapur                                           | |
| SR   | Sundair                                          | Deutschland                                        | |
| SR   | Swissair                                         | Schweiz                                            | Betrieb am 31. März 2002 eingestellt |
| SS   | Corsair International                            | Frankreich                                         | |
| SS   | Corsairfly                                       | Frankreich                                         | umfirmiert zu Corsair International |
| SS   | Silver City Airways                              | Vereinigtes Königreich                             | 1963 in British United Air Ferries aufgegangen |
| ST   | Germania                                         | Deutschland                                        | Betrieb 2019 eingestellt |
| ST   | Yanda Airlines                                   | Australien                                         | Betrieb 2001 eingestellt |
| SU   | Aeroflot                                         | Russland                                           | |
| SV   | Saudi Arabian Airlines (Saudia)                  | Saudi-Arabien                                      | |
| SW   | Air Namibia                                      | Namibia                                            | |
| SX   | Skybus Airlines                                  | USA                                                | Betrieb 2006 eingestellt |
| SX   | SkyWork Airlines                                 | Schweiz                                            | |
| SY   | Skippers Aviation                                | Australien                                         | neuer Code: JW |
| SY   | Sun Country Airlines                             | USA                                                | |
| SZ   | China Southwest Airlines                         | China                                              | 2002 aufgegangen in Air China |
| SZ   | Somon Air                                        | Tadschikistan                                      | |
| T0   | Avianca Perú                                     | Peru                                               | Betrieb 2020 eingestellt |
| T0   | TACA Perú                                        | Peru                                               | 2013 umfirmiert zu Avianca Perú |
| T1   | Tik Systems                                      | Thailand                                           | keine Fluggesellschaft |
| T3   | Eastern Airways                                  | Vereinigtes Königreich                             | |
| T4   | Hellas Jet                                       | Griechenland                                       | Betrieb 2010 eingestellt |
| T4   | Rhoades Aviation                                 | USA                                                | |
| T4   | Transeast Airlines                               | Lettland                                           | Betrieb 2001 eingestellt |
| T4   | TRIP Linhas Aéreas                               | Brasilien                                          | Betrieb 2013 eingestellt |
| T5   | Turkmenistan Airlines                            | Turkmenistan                                       | |
| T6   | AirSWIFT                                         | Philippinen                                        | |
| T6   | Island Transvoyager                              | Philippinen                                        | 2015 umfirmiert zu AirSWIFT |
| T6   | Tavrey Airlines                                  | Ukraine                                            | Betrieb 2008 eingestellt |
| T7   | Transcarga International Airways                 | Venezuela                                          | |
| T7   | Twin Jet                                         | Frankreich                                         | |
| T8   | MCS Aerocarga                                    | Mexiko                                             | |
| T9   | Aviator Aviation                                 | Schweden                                           | keine Fluggesellschaft |
| T9   | Transmeridian Airlines                           | USA                                                | Betrieb 2005 eingestellt |
| T9   | Varmlandsflyg (V-Air)                            | Schweden                                           | Betrieb 2002 eingestellt |
| TA   | Avianca El Salvador                              | El Salvador                                        | |
| TA   | TACA                                             | El Salvador                                        | 2013 umfirmiert zu Avianca El Salvador |
| TB   | Jetairfly                                        | Belgien                                            | |
| TB   | Trump Shuttle                                    | USA                                                | Betrieb 1992 eingestellt |
| TC   | Air Tanzania                                     | Tansania                                           | |
| TE   | Lithuanian Airlines                              | Litauen                                            | Betrieb 2010 eingestellt |
| TE   | SkyTaxi                                          | Polen                                              | |
| TF   | Malmö Aviation                                   | Schweden                                           | |
| TG   | Thai Airways International                       | Thailand                                           | |
| TH   | British Regional Airlines                        | Vereinigtes Königreich                             | 2002 aufgegangen in British Airways Citiexpress |
| TH   | Raya Airways                                     | Malaysia                                           | |
| TH   | Transmile Air Services                           | Malaysia                                           | umfirmiert zu Raya Airways |
| TI   | Baltic International                             | Lettland                                           | 1995 in Air Baltic aufgegangen |
| TI   | Tailwind Airlines                                | Türkei                                             | |
| TI   | Texas International Airlines                     | USA                                                | Betrieb 1982 eingestellt |
| TI   | Tol Air Services                                 | Puerto Rico                                        | 2007 aufgegangen in Four Star Air Cargo |
| TJ   | TANS Perú                                        | Peru                                               | Betrieb 2006 eingestellt |
| TJ   | Tradewind Aviation                               | USA                                                | |
| TK   | Turkish Airlines                                 | Türkei                                             | |
| TL   | Airnorth                                         | Australien                                         | |
| TL   | Chartair                                         | Australien                                         | Code wird nicht mehr genutzt |
| TM   | Linhas Aéreas de Moçambique                      | Moçambique                                         | |
| TN   | Air Tahiti Nui                                   | Französisch-Polynesien                             | |
| TN   | Trans Australian Airlines                        | Australien                                         | Betrieb 1996 eingestellt |
| TO   | President Airlines                               | Kambodscha                                         | Betrieb 2007 eingestellt |
| TO   | Transavia France                                 | Frankreich                                         | |
| TP   | TAP Portugal                                     | Portugal                                           | |
| TQ   | Tandem Aero                                      | Republik Moldau                                    | |
| TQ   | Transwede                                        | Schweden                                           | Betrieb 1996 eingestellt |
| TR   | Scoot                                            | Singapur                                           | |
| TR   | Tiger Airways                                    | Singapur                                           | Betrieb 2017 eingestellt |
| TR   | Transbrasil                                      | Brasilien                                          | Betrieb 2001 eingestellt |
| TR   | Transeuropa Compañía de Aviación                 | Spanien                                            | Betrieb 1982 eingestellt |
| TS   | Air Transat                                      | Kanada                                             | |
| TT   | Transbrasil                                      | Brasilien                                          | Betrieb 2001 eingestellt |
| TT   | Air Lithuania                                    | Litauen                                            | Betrieb 2005 eingestellt |
| TT   | Tiger Airways Australia                          | Australien                                         | |
| TU   | Tunisair                                         | Tunesien                                           | |
| TV   | Tibet Airlines                                   | China                                              | |
| TV   | Transamerica Airlines                            | USA                                                | Betrieb 1986 eingestellt |
| TV   | Virgin Express                                   | Belgien                                            | 2006 aufgegangen in SN Brussels Airlines |
| TV   | T’way Air                                        | Südkorea                                           | |
| TW   | Trans World Airlines (TWA)                       | USA                                                | 2001 aufgegangen in American Airlines |
| TW   | T’way Air                                        | Südkorea                                           | |
| TX   | Air Caraïbes                                     | Frankreich                                         | |
| TY   | Air Calédonie                                    | Frankreich                                         | |
| TY   | Iberworld                                        | Spanien                                            | 2011 umfirmiert zu Orbest Orizonia Airlines, neuer Code: IP                                                                                                  |
| TZ   | Air-taxi europe                                  | Deutschland                                        | Code wird nicht mehr genutzt |
| TZ   | American Trans Air                               | USA                                                | 2003 umfirmiert zu ATA Airlines |
| TZ   | ATA Airlines                                     | USA                                                | Betrieb 2008 eingestellt |
| TZ   | Scoot                                            | Singapur                                           | |
| U1   | Videcom International                            | Vereinigtes Königreich                             | keine Fluggesellschaft, Reservierungssysteme |
| U2   | EasyJet Airline                                  | Vereinigtes Königreich                             | |
| U3   | Sky Gates Airlines                               | Russland                                           | |
| U4   | Buddha Air                                       | Nepal                                              | |
| U5   | SkyUp MT                                         | Malta                                              | |
| U5   | International Business Airlines (IBA)            | Schweden                                           | Code wird nicht mehr genutzt |
| U5   | Karinou Airlines                                 | Zentralafrikanische Republik                       | |
| U5   | USA 3000 Airlines                                | USA                                                | Betrieb 2012 eingestellt |
| U6   | Ural Airlines                                    | Russland                                           | |
| U7   | Air Uganda                                       | Uganda                                             | Betrieb 2014 eingestellt |
| U7   | USA Jet Airlines                                 | USA                                                | Code wird nicht mehr genutzt |
| U8   | Armavia                                          | Armenien                                           | Betrieb 2013 eingestellt |
| U8   | Austrian Airtransport                            | Österreich                                         | Betrieb 2001 eingestellt |
| U8   | TUS Airways                                      | Zypern                                             | |
| U9   | Tatarstan Air                                    | Russland                                           | Betrieb 2013 eingestellt |
| UA   | United Airlines                                  | USA                                                | |
| UB   | Myanma Airways                                   | Myanmar                                            | 2015 umfirmiert zu Myanmar National Airlines |
| UB   | Myanmar National Airlines                        | Myanmar                                            | |
| UC   | Fast Air Carrier                                 | Chile                                              | 1998 in Ladeco aufgegangen |
| UC   | Ladeco                                           | Chile                                              | 2001 umfirmiert zu LAN Express, neuer Code: LU |
| UC   | LAN Cargo                                        | Chile                                              | |
| UD   | Hex’Air                                          | Frankreich                                         | |
| UE   | Ultimate Air Shuttle                             | USA                                                | |
| UF   | UM Air                                           | Ukraine                                            | Code wird nicht mehr genutzt |
| UG   | Sevenair                                         | Tunesien                                           | 2011 umfirmiert zu Tunisair Express |
| UG   | Tuninter                                         | Tunesien                                           | 2000 umfirmiert zu Sevenair |
| UG   | Tunisair Express                                 | Tunesien                                           | |
| UH   | AtlasGlobal Ukraine                              | Ukraine                                            | |
| UI   | Alaska Seaplane Service                          | USA                                                | Code wird nicht mehr genutzt |
| UI   | Auric Air Services                               | Tansania                                           | |
| UI   | Eurocypria                                       | Zypern                                             | Betrieb 2010 eingestellt |
| UJ   | AlMasria Universal Airlines                      | Ägypten                                            | |
| UJ   | USA Jet Airlines                                 | USA                                                | |
| UK   | AirUK                                            | Vereinigtes Königreich                             | 1998 umfirmiert zu KLM UK |
| UK   | Buzz                                             | Vereinigtes Königreich                             | Betrieb 2004 eingestellt |
| UK   | KLM UK                                           | Vereinigtes Königreich                             | 2000 umfirmiert zu Buzz |
| UK   | Vistara                                          | Indien                                             | |
| UL   | Air Lanka                                        | Sri Lanka                                          | 1999 umfirmiert zu SriLankan Airlines |
| UL   | SriLankan Airlines                               | Sri Lanka                                          | |
| UM   | Air Zimbabwe                                     | Simbabwe                                           | |
| UN   | Transaero Airlines                               | Russland                                           | Betriebseinstellung 2015 |
| UP   | Bahamasair                                       | Bahamas                                            | |
| UO   | Hong Kong Express Airways                        | Hongkong                                           | |
| UQ   | O’Connor Airlines                                | Australien                                         | Betrieb 2007 eingestellt |
| UQ   | Urumqi Air                                       | China                                              | |
| UR   | Ukraine International Airlines                   | Ukraine                                            | neuer Code: PS |
| US   | US Airways                                       | USA                                                | 2013 fusioniert mit American Airlines |
| UT   | Union de Transports Aériens (UTA)                | Frankreich                                         | 1992 aufgegangen in Air France |
| UT   | UTair                                            | Russland                                           | |
| UU   | Air Austral                                      | Frankreich                                         | |
| UV   | Helicópteros del Sureste                         | Spanien                                            | Code wird nicht mehr genutzt |
| UV   | Universal Airways                                | USA                                                | |
| UX   | Air Europa                                       | Spanien                                            | |
| UY   | Cameroon Airlines                                | Kamerun                                            | Betrieb 2008 eingestellt |
| UZ   | Tesis Aviation Enterprise                        | Russland                                           | Betrieb 2008 eingestellt |
| V0   | Conviasa                                         | Venezuela                                          | |
| V1   | IBS Software Services                            | USA                                                | Keine Fluggesellschaft |
| V2   | Avialeasing Aviation                             | Usbekistan                                         | |
| V2   | Virgin Sun Airlines                              | Vereinigtes Königreich                             | Betrieb 2001 eingestellt |
| V3   | Carpatair                                        | Rumänien                                           | |
| V4   | South Airlines                                   | Ukraine                                            | geänderter Code: YG |
| V4   | Venescar Internacional                           | Venezuela                                          | |
| V4   | Venus Airlines                                   | Griechenland                                       | Betrieb 1996 eingestellt |
| V5   | Aerovías DAP                                     | Chile                                              | Betrieb 2013 eingestellt |
| V5   | DanubeWings                                      | Slowakei                                           | Betrieb 2013 eingestellt |
| V6   | Vuelos Internos Privados                         | Ecuador                                            | 2012 in AeroGal integriert |
| V6   | VI Airlink                                       | British Virgin Islands                             | |
| V7   | Air Sénégal International                        | Senegal                                            | Betriebseinstellung 2009 |
| V7   | Volotea                                          | Spanien                                            | |
| V8   | ATRAN                                            | Russland                                           | |
| V8   | Iliamna Air Taxi                                 | USA                                                | |
| V8   | Transportes Aéreos Petroleros (TAPSA)            | Argentinien                                        | Betrieb 2001 eingestellt |
| V9   | Bashkirian Airlines                              | Russland                                           | Betrieb 2007 eingestellt |
| V9   | Van Air Europe                                   | Tschechien                                         | |
| VA   | VIASA                                            | Venezuela                                          | Betrieb 1997 eingestellt |
| VA   | Virgin Australia                                 | Australien                                         | |
| VA   | Virgin Australia Regional Airlines               | Australien                                         | |
| VA   | Virgin Blue                                      | Australien                                         | 2011 umfirmiert zu Virgin Australia |
| VB   | Maersk Air                                       | Dänemark                                           | neuer Code: DM |
| VB   | Viva Aerobus                                     | Mexiko                                             | |
| VC   | Servivensa                                       | Venezuela                                          | Betrieb 2012 eingestellt |
| VC   | Via Airlines                                     | USA                                                | |
| VD   | Air Liberté                                      | Frankreich                                         | neuer Code: IJ |
| VE   | AVENSA                                           | Venezuela                                          | Betrieb 2009 eingestellt |
| VF   | AJet                                             | Türkei                                             | |
| VF   | British World Airlines                           | Vereinigtes Königreich                             | Betrieb 2001 eingestellt |
| VF   | Nevis Express                                    | St. Kitts & Nevis                                  | Betrieb 2003 eingestellt |
| VF   | Valuair                                          | Singapur                                           | Betrieb 2014 eingestellt |
| VG   | Air Siam                                         | Thailand                                           | Betrieb 1977 eingestellt |
| VG   | VLM Airlines                                     | Belgien                                            | |
| VH   | Aeropostal                                       | Venezuela                                          | |
| VI   | Vieques Air Link                                 | USA                                                | Code wird nicht mehr genutzt |
| VI   | Volga-Dnepr Airlines                             | Ukraine                                            | |
| VJ   | Royal Air Cambodge                               | Kambodscha                                         | Betrieb 2001 eingestellt |
| VJ   | VietJet Air                                      | Vietnam                                            | |
| VK   | Air Tungaru                                      | Kiribati                                           | Betrieb 1996 eingestellt |
| VK   | Air Vallée                                       | Italien                                            | |
| VK   | Level Europe                                     | Austria                                            | Level operated by Level Europe, Betrieb 2020 eingestellt |
| VL   | Air Via                                          | Bulgarien                                          | Betrieb 2016 eingestellt |
| VL   | Eagle Air of Iceland                             | Island                                             | Betrieb 1990 eingestellt |
| VL   | Lufthansa City Airlines                          | Deutschland                                        | |
| VL   | Med-View Airline                                 | Nigeria                                            | Betrieb 2022 eingestellt |
| VL   | North Vancouver Airlines                         | Kanada                                             | Betrieb 2003 eingestellt |
| VM   | Max Air                                          | Nigeria                                            | |
| VM   | Regional Airlines                                | Frankreich                                         | Betrieb 2005 eingestellt |
| VN   | Vietnam Airlines                                 | Vietnam                                            | |
| VO   | Tyrolean Airways                                 | Österreich                                         | jetzt Austrian Arrows mit OS-Flugnummern |
| VP   | Indochina Airlines                               | Vietnam                                            | Betrieb 2009 eingestellt |
| VP   | Viação Aérea São Paulo (VASP)                    | Brasilien                                          | Betrieb 2005 eingestellt |
| VP   | Villa Air                                        | Malediven                                          | |
| VQ   | Impulse Airlines                                 | Australien                                         | Betrieb 2004 eingestellt |
| VQ   | Novoair                                          | Bangladesch                                        | |
| VR   | TACV Cabo Verde Airlines                         | Kapverden                                          | |
| VS   | Virgin Atlantic                                  | Vereinigtes Königreich                             | |
| VT   | Air Tahiti                                       | Frankreich                                         | |
| VU   | Air Ivoire                                       | Elfenbeinküste                                     | Betrieb 2011 eingestellt |
| VU   | Veca Airlines                                    | El Salvador                                        | |
| VV   | Aerosvit Airlines                                | Ukraine                                            | Betrieb 2013 eingestellt |
| VW   | Aeromar                                          | Mexiko                                             | |
| VX   | Virgin America                                   | USA                                                | |
| VY   | Vueling Airlines                                 | Spanien                                            | |
| VZ   | Aero VIP                                         | Uruguay                                            | |
| VZ   | Airtours International                           | Vereinigtes Königreich                             | 2002 umfirmiert zu MyTravel Airways |
| VZ   | MyTravel Airways                                 | Vereinigtes Königreich                             | 2008 aufgegangen in Thomas Cook Airlines UK |
| VZ   | Thai Vietjet Air                                 | Thailand                                           | |
| W1   | World Ticket                                     | Dänemark                                           | keine Fluggesellschaft, bietet als W2 Ticketing (unter dem IATA-Code W2) Rail&Fly-Tickets an                                                                 |
| W2   | FlexFlight ApS                                   | Dänemark                                           | |
| W3   | Arik Air                                         | Nigeria                                            | |
| W4   | Aero Services Executive                          | Frankreich                                         | Betrieb 2010 eingestellt |
| W4   | LC Perú                                          | Peru                                               | Betrieb 2018 eingestellt |
| W4   | M&N Aviation                                     | USA                                                | Code wird nicht mehr genutzt |
| W4   | Wizz Air Malta                                   | Malta                                              | |
| W5   | Mahan Air                                        | Iran                                               | |
| W6   | Wizz Air                                         | Ungarn                                             | |
| W7   | Sayakhat                                         | Usbekistan                                         | Betrieb 2005 eingestellt |
| W7   | Wings of Lebanon                                 | Libanon                                            | |
| W8   | Cargojet Airways                                 | Kanada                                             | |
| W9   | Air Bagan                                        | Myanmar                                            | |
| WA   | KLM Cityhopper                                   | Niederlande                                        | |
| WA   | Western Airlines                                 | USA                                                | 1987 aufgegangen in Delta Air Lines |
| WB   | RwandAir                                         | Ruanda                                             | |
| WC   | Isleña Airlines                                  | Honduras                                           | |
| WD   | DAS Air Cargo                                    | Uganda                                             | Betrieb 2007 eingestellt |
| WD   | Wardair Canada                                   | Kanada                                             | 1990 fusioniert mit Canadian Airlines |
| WE   | Centurion Air Cargo                              | USA                                                | Betrieb 2018 eingestellt |
| WE   | Challenge Air Cargo                              | USA                                                | umfirmiert zu Centurion Air Cargo |
| WE   | Thai Smile Airways                               | Thailand                                           | |
| WF   | Widerøe’s Flyveselskap                           | Norwegen                                           | |
| WG   | Sunwing Airlines                                 | Kanada                                             | |
| WG   | Wasaya Airways                                   | Kanada                                             | Code wird nicht mehr genutzt |
| WH   | China Northwest Airlines                         | China                                              | 2002 aufgegangen in China Eastern Airlines |
| WH   | WebJet Linhas Aéreas                             | Brasilien                                          | Betrieb 2012 eingestellt |
| WH   | Westair Bénin                                    | Benin                                              | |
| WI   | Sky Lease Cargo                                  | USA                                                | neuer Code: GG |
| WI   | Tradewinds Airlines                              | USA                                                | umfirmiert zu Sky Lease Cargo |
| WI   | White Airways                                    | Portugal                                           | |
| WJ   | Air Labrador                                     | Kanada                                             | |
| WK   | Active Air                                       | Türkei                                             | Betrieb 1996 eingestellt |
| WK   | American Falcon                                  | Argentinien                                        | Betrieb 2004 eingestellt |
| WK   | Edelweiss Air                                    | Schweiz                                            | |
| WK   | Greenair                                         | Türkei                                             | 1994 umfirmiert zu Active Air |
| WL   | Aeroperlas                                       | Panama                                             | Betrieb 2012 eingestellt |
| WL   | Lao Air Lines                                    | Laos                                               | Betrieb 1975 eingestellt |
| WM   | Winair                                           | Niederländische Antillen                           | |
| WN   | Southwest Airlines                               | USA                                                | |
| WO   | World Airways                                    | USA                                                | Betrieb 2014 eingestellt |
| WP   | Island Air                                       | USA                                                | |
| WQ   | Romavia                                          | Rumänien                                           | Betrieb 2010 eingestellt |
| WQ   | Swift Air                                        | USA                                                | |
| WR   | Aviaprad                                         | Russland                                           | Betrieb 2008 eingestellt |
| WR   | Royal Tongan Airlines                            | Tonga                                              | Betrieb 2004 eingestellt |
| WR   | WestJet Encore                                   | Kanada                                             | |
| WS   | Westjet Airlines                                 | Kanada                                             | |
| WT   | Swiftair                                         | Spanien                                            | |
| WU   | Wizz Air Ukraine                                 | Ukraine                                            | Betrieb 2015 eingestellt |
| WU   | Wuhan Airlines                                   | China                                              | 2003 aufgegangen in China Eastern Airlines |
| WV   | Aero VIP                                         | Portugal                                           | |
| WW   | bmibaby                                          | Vereinigtes Königreich                             | Betrieb 2012 eingestellt |
| WW   | Maui Airlines                                    | Vereinigte Staaten                                 | Betrieb 1988 eingestellt |
| WW   | WOW air                                          | Island                                             | Betrieb 2019 eingestellt |
| WX   | CityJet                                          | Irland                                             | |
| WY   | Oman Air                                         | Oman                                               | |
| WZ   | Acvila Air                                       | Rumänien                                           | 2006 aufgegangen in JeTran Air |
| WZ   | JeTran Air                                       | Rumänien                                           | Betrieb 2008 eingestellt |
| WZ   | Red Wings Airlines                               | Russland                                           | |
| X3   | Hapag-Lloyd Express                              | Deutschland                                        | jetzt TUIfly |
| X3   | TUIfly                                           | Deutschland                                        | |
| X4   | Air Excursion                                    | USA                                                | |
| X4   | XL Airways Germany                               | Deutschland                                        | Betrieb 2012 eingestellt |
| X5   | Afrique Airlines                                 | Benin                                              | Betrieb 2006 eingestellt |
| X5   | Cronus Airlines                                  | Griechenland                                       | Betrieb 2001 eingestellt |
| X7   | Air Service Gabon                                | Gabun                                              | Betrieb 2010 eingestellt |
| X7   | Chitaavia                                        | Russland                                           | 2004 aufgegangen in VIM Airlines |
| X7   | Exec Air                                         | Nepal                                              | existiert nicht |
| X7   | Zambia Skyways                                   | Sambia                                             | neuer Code: K8 |
| X7   | Airmax Cargo                                     | Peru                                               | keine Fluggesellschaft, Logistikunternehmen |
| X7   | Challenge Airlines                               | Belgien                                            | |
| X8   | Icaro Air                                        | Ecuador                                            | Betrieb 2011 eingestellt |
| X8   | Avion Express Malta                              | Malta                                              | neuer Code: 4X |
| X9   | Avion Express                                    | Litauen                                            | |
| X9   | Khors Air Company                                | Ukraine                                            | neuer Code: KO |
| X9   | Omni Air International                           | USA                                                | neuer Code: OY |
| X9   | Avion Express                                    | Litauen                                            | |
| XA   | ARINC                                            | USA                                                | keine Fluggesellschaft, Flugsysteme |
| XB   | IATA                                             | Kanada                                             | keine Fluggesellschaft, internationaler Dachverband der Luftfahrtindustrie                                                                                   |
| XC   | Corendon Airlines                                | Türkei                                             | |
| XC   | KD Air                                           | Kanada                                             | Code wird nicht mehr genutzt |
| XD   | Airlines for America                             | USA                                                | keine Fluggesellschaft, Dachverband der US-amerikanischen Fluggesellschaften                                                                                 |
| XF   | Vladivostok Avia                                 | Russland                                           | 2014 in Aurora Airlines aufgegangen |
| XG   | Clickair                                         | Spanien                                            | Betrieb 2009 eingestellt |
| XG   | Sunexpress Deutschland                           | Deutschland                                        | Betrieb 2020 eingestellt |
| XH   | Global Supply Systems                            | Großbritannien                                     | Betriebseinstellung 2010 |
| XH   | Special Ground Handling Service                  | USA                                                | keine Fluggesellschaft |
| XI   | Aeronautical Telecommunications (AEROTEL)        | Jamaica                                            | keine Fluggesellschaft, Kommunikationssysteme |
| XJ   | Mesaba Airlines                                  | USA                                                | Betrieb 2012 eingestellt |
| XJ   | Thai AirAsia X                                   | Thailand                                           | |
| XK   | CCM Airlines                                     | Frankreich                                         | 2010 umfirmiert zu Air Corsica |
| XK   | Air Corsica                                      | Frankreich                                         | |
| XL   | Country Connection Airlines                      | Australien                                         | Betrieb 2002 eingestellt |
| XL   | LAN Ecuador                                      | Ecuador                                            | |
| XL   | Pro Air                                          | USA                                                | Betrieb 2000 eingestellt |
| XM   | Alitalia Express                                 | Italien                                            | 2015 aufgegangen in Alitalia |
| XM   | Australian Air Express                           | Australien                                         | Betrieb 2012 eingestellt |
| XM   | J-Air                                            | Japan                                              | Code wird nicht mehr genutzt |
| XM   | Zimex Aviation                                   | Schweiz                                            | |
| XN   | Axon Airlines                                    | Griechenland                                       | Betrieb 2001 eingestellt |
| XO   | China Xinjiang Airlines                          | China                                              | 2003 aufgegangen in China Southern Airlines |
| XO   | LTE International Airways                        | Spanien                                            | Betrieb 2008 eingestellt |
| XO   | South East Asian Airlines International          | Philippinen                                        | |
| XQ   | Sunexpress                                       | Türkei                                             | |
| XR   | Virgin Australia Regional Airlines               | Australien                                         | neuer Code: VA |
| XR   | Skywest Airlines                                 | Australien                                         | 2013 umfirmiert zu Virgin Australia Regional Airlines |
| XR   | Corendon Airlines Europe                         | Malta                                              | |
| XS   | SITA                                             | Belgien                                            | keine Fluggesellschaft, Kommunikationssysteme |
| XT   | Indonesia AirAsia X                              | Indonesien                                         | |
| XU   | African Express Airways                          | Kenia                                              | |
| XV   | Mississippi Valley Airlines                      | Vereinigte Staaten                                 | 1985 aufgegangen in Air Wisconsin |
| XW   | NokScoot                                         | Thailand                                           | Betrieb 2020 eingestellt |
| XW   | SkyExpress                                       | Russland                                           | Betrieb 2011 eingestellt |
| XY   | Flynas                                           | Saudi-Arabien                                      | |
| XY   | Kayala Airline                                   | Saudi-Arabien                                      | Betrieb 2009 eingestellt |
| XZ   | South African Express Airways                    | Südafrika                                          | |
| Y1   | Travel Technology Interactive                    | Frankreich                                         | keine Fluggesellschaft |
| Y2   | Air Century                                      | Dominikanische Republik                            | |
| Y2   | Alliance Air                                     | Uganda                                             | Betrieb 2000 eingestellt |
| Y2   | Alliance Express                                 | Rwanda                                             | Betrieb 2002 eingestellt |
| Y2   | Flyglobespan                                     | Vereinigtes Königreich                             | Betrieb 2009 eingestellt |
| Y4   | Volaris                                          | Mexiko                                             | |
| Y5   | Golden Myanmar Airlines                          | Myanmar                                            | |
| Y6   | AB Aviation                                      | Komoren                                            | |
| Y6   | Batavia Air                                      | Indonesien                                         | Betrieb 2013 eingestellt |
| Y6   | Europe Elite                                     | Vereinigtes Königreich                             | 2001 aufgelöst, Betrieb nie aufgenommen |
| Y7   | Med Airways                                      | Libanon                                            | Code wird nicht mehr genutzt |
| Y7   | NordStar                                         | Russland                                           | |
| Y7   | Silverjet                                        | Vereinigtes Königreich                             | Betrieb 2008 eingestellt |
| Y8   | Passaredo Linhas Aéreas                          | Brasilien                                          | neuer Code: 2Z |
| Y8   | Suparna Airlines                                 | China                                              | |
| Y9   | Kish Air                                         | Iran                                               | |
| YA   | Yeti Airlines                                    | Nepal                                              | Code wird nicht mehr genutzt |
| YB   | Borajet                                          | Türkei                                             | |
| YB   | South African Express Airways                    | Südafrika                                          | neuer Code: XZ |
| YC   | Flight West Airlines                             | Australien                                         | Betrieb 2001 eingestellt |
| YC   | Yamal Airlines                                   | Russland                                           | |
| YD   | Synergy Aviation                                 | Vereinigtes Königreich                             | |
| YE   | Yanair                                           | Ukraine                                            | |
| YF   | Department of National Defence                   | Kanada                                             | keine Fluggesellschaft |
| YG   | South Airlines                                   | Ukraine                                            | Betrieb 2013 eingestellt |
| YG   | YTO Express Airlines                             | China                                              | |
| YH   | Sunsplash Aviation                               | USA                                                | |
| YH   | Yangon Airways                                   | Myanmar                                            | |
| YI   | Air Sunshine                                     | USA                                                | Code wird nicht mehr genutzt |
| YI   | Yunnan Ying'An Airlines                          | China                                              | |
| YJ   | AMC Aviation                                     | Ägypten                                            | Code wird nicht mehr genutzt |
| YJ   | Asian Wings Airways                              | Myanmar                                            | |
| YJ   | National Airways Corporation                     | Südafrika                                          | Code wird nicht mehr genutzt |
| YK   | Kıbrıs Türk Hava Yolları (KTHY)                  | Türkei/Nordzypern                                  | Betrieb 2010 eingestellt |
| YK   | Avia Traffic Company                             | Kirgisistan                                        | |
| YL   | Libyan Wings                                     | Libyen                                             | |
| YL   | Yamal Airlines                                   | Russland                                           | neuer Code: YC |
| YM   | Montenegro Airlines                              | Montenegro                                         | |
| YN   | Air Creebec                                      | Kanada                                             | |
| YO   | Heli Air Monaco                                  | Monaco                                             | |
| YP   | Perimeter Aviation                               | Kanada                                             | |
| YQ   | Helikopterservice Euro Air                       | Schweden                                           | Code wird nicht mehr genutzt |
| YQ   | Polet Airlines                                   | Russland                                           | Betrieb 2014 eingestellt |
| YR   | Scenic Airlines                                  | USA                                                | |
| YS   | HOP!-Régional                                    | Frankreich                                         | |
| YS   | Régional                                         | Frankreich                                         | 2013 umfirmiert zu HOP!-Régional |
| YT   | Air Togo                                         | Togo                                               | Betrieb 2000 eingestellt |
| YU   | EuroAtlantic Airways                             | Portugal                                           | |
| YV   | go!                                              | USA                                                | 2014 in Meas Airlines integriert |
| YV   | Mesa Airlines                                    | USA                                                | |
| YW   | Air Nostrum                                      | Spanien                                            | |
| YX   | Midwest Airlines / Midwest Express Airlines      | USA                                                | Betrieb 2010 eingestellt |
| YX   | Republic Airline                                 | USA                                                | |
| YZ   | Air Bissau                                       | Guinea-Bissau                                      | Betrieb 1998 eingestellt |
| YX   | Alas Uruguay                                     | Uruguay                                            | |
| Z2   | AirAsia Zest                                     | Philippinen                                        | |
| Z2   | Zhongyuan Airlines                               | China                                              | Betrieb 2000 eingestellt |
| Z3   | Avient Aviation                                  | Simbabwe                                           | Betrieb 2013 eingestellt |
| Z3   | PM Air                                           | USA                                                | |
| Z3   | Pro Mech Air                                     | USA                                                | umfirmiert zu PM Air |
| Z4   | Zagrosjet                                        | Irak                                               | |
| Z4   | Zoom Airlines                                    | Kanada                                             | Betrieb 2008 eingestellt |
| Z5   | Global Africa Aviation                           | Simbabwe                                           | |
| Z5   | GMG Airlines                                     | Bangladesch                                        | Betrieb 2012 eingestellt |
| Z6   | Dniproavia                                       | Ukraine                                            | |
| Z8   | Amas Bolivia                                     | Bolivien                                           | |
| Z8   | Pulkovo Aviation Enterprise                      | Russland                                           | neuer Code: FV |
| Z9   | Bek Air                                          | Kasachstan                                         | |
| ZA   | Astair Airlines                                  | Russland                                           | 2005 umfirmiert zu Interavia Airlines |
| ZA   | Interavia Airlines                               | Russland                                           | Betrieb 2008 eingestellt |
| ZA   | Sky Angkor Airlines                              | Kambodscha                                         | |
| ZB   | Air Bourbon                                      | Frankreich                                         | Betrieb 2004 eingestellt |
| ZB   | Monarch Airlines                                 | Vereinigtes Königreich                             | Code wird nicht mehr genutzt; Betrieb 2017 eingestellt |
| ZB   | Air Albania                                      | Albanien                                           | |
| ZC   | Royal Swazi National Airways                     | Swasiland (seit 2018 Eswatini)                     | Betrieb 1999 eingestellt |
| ZD   | EWA Air                                          | Frankreich                                         | |
| ZE   | Eastar Jet                                       | Südkorea                                           | |
| ZF   | Athens Airways                                   | Griechenland                                       | Betrieb 2010 eingestellt |
| ZF   | Azur Air                                         | Russland                                           | |
| ZF   | Safari Express Cargo                             | Kenia                                              | |
| ZG   | Groznyy Avia                                     | Russland                                           | |
| ZH   | Shenzhen Airlines                                | China                                              | |
| ZI   | Aigle Azur (1970)                                | Frankreich                                         | Betrieb 2019 eingestellt |
| ZJ   | Air Routing International                        | USA                                                | keine Fluggesellschaft |
| ZK   | Great Lakes Airlines                             | USA                                                | |
| ZK   | ZetAvia                                          | Ukraine                                            | |
| ZL   | Affretair                                        | Simbabwe                                           | Betrieb 2000 eingestellt |
| ZL   | Hazelton Airlines                                | Australien                                         | jetzt Regional Express Airlines |
| ZL   | Regional Express (Fluggesellschaft)              | Australien                                         | |
| ZM   | Air Manas                                        | Kirgisistan                                        | |
| ZM   | Scibe Airlift                                    | Demokratische Republik Kongo                       | Betrieb 1998 eingestellt |
| ZN   | Eagle Airlines                                   | Österreich                                         | Code wird nicht mehr genutzt |
| ZN   | Naysa                                            | Spanien                                            | |
| ZO   | Great Plains Airlines                            | USA                                                | Betrieb 2004 eingestellt |
| ZO   | Ozark Air Lines                                  | USA                                                | 1986 in Trans World Airlines aufgegangen |
| ZP   | Air St. Thomas                                   | USA                                                | |
| ZP   | Amaszonas del Paraguay                           | Paraguay                                           | |
| ZP   | Silk Way Airlines                                | Aserbaidschan                                      | |
| ZQ   | Azman Air                                        | Nigeria                                            | |
| ZQ   | JetConnect                                       | Neuseeland                                         | neuer Code:QF |
| ZR   | Aviacon Zitotrans                                | Russland                                           | |
| ZR   | Muk Air                                          | Dänemark                                           | Betrieb 2001 eingestellt |
| ZT   | Air Zambezi                                      | Simbabwe                                           | Betrieb 2002 eingestellt |
| ZT   | Titan Airways                                    | Vereinigtes Königreich                             | |
| ZU   | Helios Airways                                   | Zypern                                             | Betrieb 2006 eingestellt |
| ZV   | Air Midwest                                      | USA                                                | Betrieb 2008 eingestellt |
| ZV   | V Air                                            | Taiwan                                             | |
| ZW   | Air Wisconsin                                    | USA                                                | |
| ZX   | Air Georgian                                     | Kanada                                             | |
| ZY   | Sky Airlines                                     | Türkei                                             | Betrieb 2013 eingestellt |